# Wszechświat

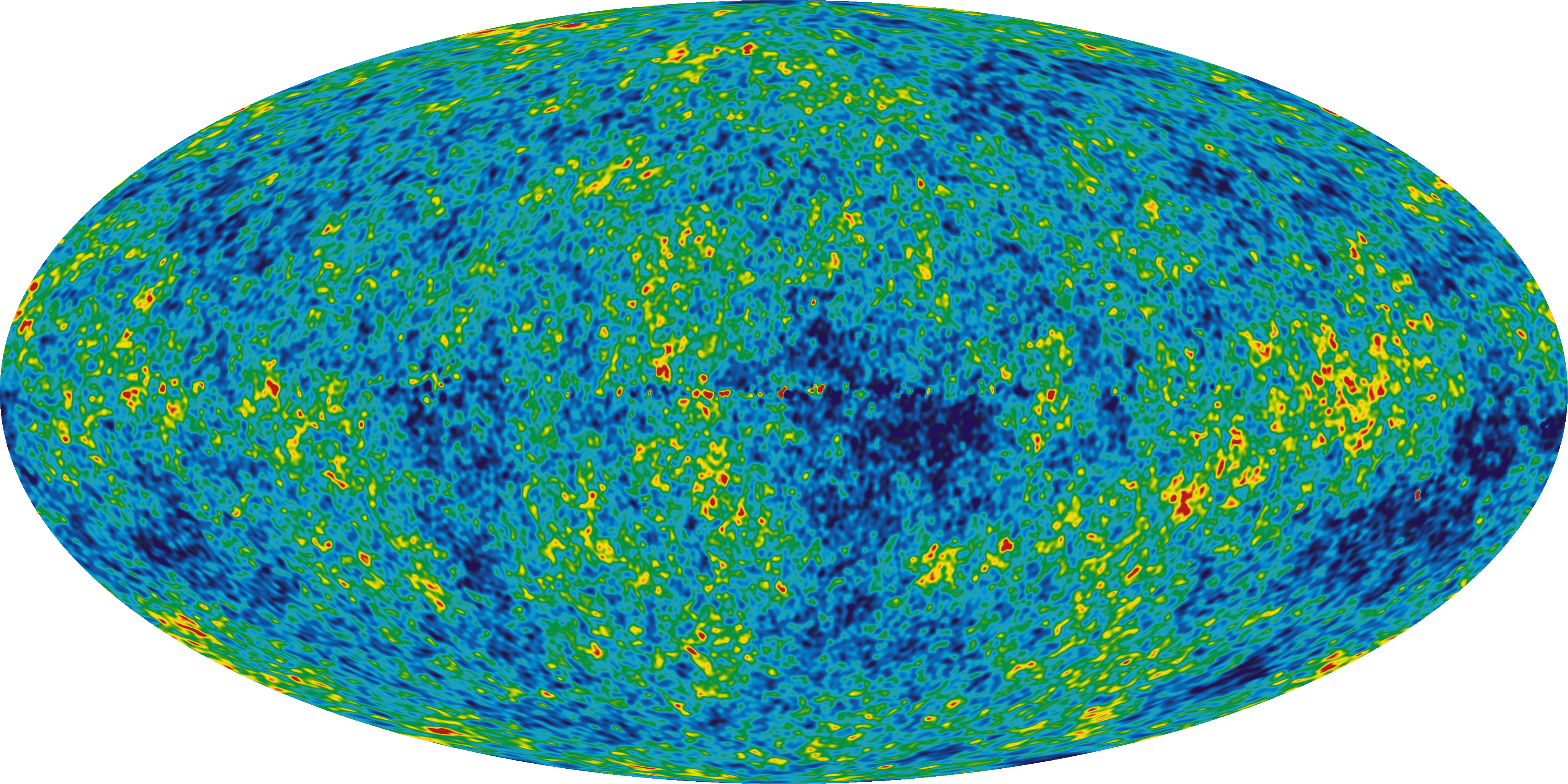
Mapa mikrofalowego promieniowania tła, pokazująca obraz wczesnego Wszechświata (na podstawie danych zebranych przez sondę WMAP)

Szacowany udział ciemnej energii i ciemnej materii w energii Wszechświata:
4,9% to zwykła materia: międzygalaktyczny gaz oraz gwiazdy, 26,8% to ciemna materia,
68,3% to ciemna energia

Wszechświat (łac. universum) – wszystko, co istnieje fizycznie: cała czasoprzestrzeń oraz wszystkie wypełniające ją formy energii jak materia i pola fizyczne; synonim słów „natura” i „przyroda”. Bywa utożsamiany ze światem i rzeczywistością – niektóre doktryny filozoficzne twierdzą, że nie istnieje nic innego; przykłady takich stanowisk to fizykalizm, materializm i niektóre inne formy empiryzmu.
Wszechświat jest też znany jako Kosmos, z gr. kósmos – porządek. Ten drugi termin ma też węższe znaczenie: może oznaczać przestrzeń pozaziemską, otaczającą atmosferę Ziemi, czyli przestrzeń kosmiczną oraz wypełniające ją ciała niebieskie inne niż Ziemia. Przykładowo lot kosmiczny to lot pozaziemski, jego pasażer to kosmonauta, hipotetyczne istoty pozaziemskie to kosmici, a promieniowanie kosmiczne pochodzi spoza Ziemi.
Wszechświat badają wszystkie nauki empiryczne – te przyrodnicze i opisowa (pozytywna) część nauk społecznych; czerpią one z nauk formalnych jak matematyka oraz z pewnych działów filozofii. Kosmos we wspomnianym wąskim sensie badają nauki kosmiczne jak astrofizyka z astronomią i planetologia; nauki te korzystają m.in. z technologii lotów kosmicznych: astronautyki. Kosmologia fizyczna bada Wszechświat wyłącznie jako całość, w największej skali, bez analizowania wewnętrznej budowy jego części, co robią inne działy astrofizyki i pozostałe nauki empiryczne. Kosmologia rozumiana szeroko oznacza wszelkie doktryny o budowie Wszechświata, nie tylko te ściśle naukowe, ale i filozoficzne, religijne czy mityczne.
Niektóre ogólne właściwości Wszechświata pozostają nieznane, ponieważ jego widzialna część jest otoczona horyzontem kosmicznym – obszar za nim oddala się szybciej niż światło w próżni, co zgodnie z teorią względności uniemożliwia tamtejszym cząstkom zbliżanie się do Ziemi. Zbadano jednak podstawowe cechy obserwowalnej części Wszechświata:
- podlega on prawom; te najbardziej podstawowe, które nie redukują się do żadnych głębszych potwierdzonych prawideł to:
  - model standardowy cząstek elementarnych;
  - ogólna teoria względności Einsteina opisująca czasoprzestrzeń i ciążenie;
  - zasady termodynamiki.

Do tej pory (2023) potwierdza się podstawowa zasada kosmologiczna, czasem zwana pierwszą lub słabą – mówiąca, że prawa fizyki są jednakowe w całym obserwowalnym Wszechświecie;
- nie znaleziono też odstępstw od silniejszej zasady kosmologicznej – obserwowalny Wszechświat w dużej skali wydaje się jednorodny (homogeniczny) i izotropowy, tj. nie ma wyróżnionych miejsc ani kierunków. Oznacza to dwa rodzaje symetrii: przesuwne (translacyjne) i obrotowe (rotacyjne);
- obserwowalny Wszechświat rozszerza się; innymi słowy podlega ekspansji – ilościowo opisuje to prawo Hubble’a-Lemaître’a;
- gęstość obserwowalnego Wszechświata była znacznie większa – nie istniały w nim gwiazdy ani atomy, a jedynie pierwotna plazma. Ten etap ewolucji jest znany jako Wielki Wybuch, a czas od niego bywa nieprecyzyjnie nazywany wiekiem Wszechświata; jest szacowany na kilkanaście miliardów lat.

Skład materialny obserwowalnego Wszechświata jest poznany tylko częściowo. Standardowy model kosmologiczny znany jako Lambda-CDM (z ang. cold dark matter) zakłada, że:
- większość jego energii to ciemna energia;
- pozostała część energii, mająca masę, to w większości ciemna materia, zbudowana z nieznanych cząstek;
- pozostała materia, znana jako zwykła, to cząstki opisane modelem standardowym. Kilkadziesiąt z nich jest wedle obecnej wiedzy fundamentalnych, tj. nie stwierdzono ich wewnętrznej budowy.

Cząstki fundamentalne materii zwykłej łączą się w kilkaset cząstek złożonych (hadronów). Dwa z nich – proton i neutron – są stabilne i tworzą jądra atomowe, inaczej nuklidy. Są one budulcem większości ciał obserwowanych przez ludzkość – materii skondensowanej jak:
- plazma gwiazdowa;
- atomy budujące Ziemię, inne planety, planetoidy, inne asteroidy i meteoroidy.

Ciała tego typu łączą się grawitacyjnie w większe struktury jak układy planetarne, galaktyki i ich gromady. Obserwowalny Wszechświat oprócz takich zwartych obiektów zawiera też różne postacie promieniowania, np. to pochodzące z gwiazd oraz promieniowanie tła, np. mikrofalowe i neutrinowe.
Wszechświat jest przedmiotem spekulacji:
- poszukuje się bardziej podstawowych praw fizyki – dokładniejszych i głębszych modeli oddziaływań; hipoteza redukcjonizmu mówi, że podstawowe prawa fizyki stoją za wszystkimi zjawiskami, przez co hipotetyczne opisy wszystkich sił bywają nazywane teoriami wszystkiego;
- powstały hipotezy o globalnej budowie Wszechświata, np. kształcie obszaru poza horyzontem;
- Wielki Wybuch doczekał się szeregu interpretacji, możliwych wyjaśnień i scenariuszy wcześniejszych dziejów; pytanie o to, czy czas miał początek, pozostaje bez odpowiedzi;
- przyszłość Wszechświata również nie jest znana – druga zasada termodynamiki sugeruje śmierć cieplną, a inne prawa przewidują Wielki Kolaps (implozję);
- przedmiotem sporu jest też, czemu Wszechświat w ogóle istnieje. Problem ten jest znany jako pytanie Leibniza: dlaczego istnieje raczej coś niż nic?

## Informacje ogólne
Według powszechnie przyjętych teorii potwierdzonych przez różne dane obserwacyjne wiek Wszechświata wynosi w przybliżeniu 13,82 miliarda lat. Średnica widzialnego Wszechświata (przy przyjęciu pojęcia współrzędnych współporuszających się) to ok. 91–93 miliardów lat świetlnych (ok. 28 miliardów parseków), czyli 8,8×1026 metrów. Nie da się określić rozmiarów całego Wszechświata – możliwe, że jest nieskończony. Obserwacje naukowe oraz rozwój teorii fizycznych doprowadziły do wnioskowania o składzie i ewolucji Wszechświata.
W całej zapisanej historii proponowane były kosmologia, kosmogonia i modelowanie naukowe – nauki mające wyjaśniać obserwacje Wszechświata. Najstarsze teorie geocentryczne zostały stworzone przez indyjskich i starożytnych greckich filozofów. W ciągu kolejnych wieków przeprowadzane zostały dokładniejsze obserwacje, które poskutkowały powstaniem teorii heliocentrycznej Mikołaja Kopernika oraz praw Keplera. W późniejszym okresie powstała teoria grawitacji stworzona przez Isaaca Newtona, z kolei Johannes Kepler ulepszył teorię heliocentryczną Kopernika, dzięki czemu zaczęła ona wykorzystywać orbity eliptyczne. Dalsze obserwacje astronomiczne doprowadziły do odkrycia, że Układ Słoneczny znajduje się w galaktyce składającej się z miliardów gwiazd, którą nazwano Drogą Mleczną. Kolejne duże odkrycie udowodniło, że Droga Mleczna jest jedną z wielu galaktyk we Wszechświecie. Obserwacje rozkładu galaktyk i ich linii spektralnych były jednymi z ważniejszych czynników, które doprowadziły do utworzenia kosmologii fizycznej. Odkrycie na początku XX w., że galaktyki systematycznie przesuwają się ku czerwieni, dowiodło, że Wszechświat rozszerza się, natomiast odkrycie mikrofalowego promieniowania tła wskazuje na to, że Wszechświat miał swój początek.
Zgodnie ze współczesną wiedzą Wszechświat powstał z osobliwości (punktu, w którym była skupiona cała jego materia i energia) w Wielkim Wybuchu. Od tego momentu Wszechświat powiększył się do obecnej postaci, prawdopodobnie przechodząc przez krótki okres kosmologicznej inflacji, która spowodowała, że jego gęstość jest równa gęstości krytycznej. Pod koniec lat 90. XX w. odkryto, że ekspansja Wszechświata przyspiesza oraz że większość materii i energii Wszechświata ma całkowicie inną postać niż to, co bezpośrednio obserwujemy (patrz: ciemna materia i ciemna energia).
Teoria Wielkiego Wybuchu jest dominującym modelem kosmologicznym opisującym rozwój Wszechświata, potwierdzonym przez różne niezależne obserwacje. Podczas Wielkiego Wybuchu powstał czas oraz przestrzeń wypełniona określoną ilością energii i materii; kiedy przestrzeń się rozszerza, zmniejszeniu ulega gęstość znajdującej się w niej energii i materii. Po początkowej fazie ekspansji Wszechświat ochłodził się wystarczająco, żeby umożliwić uformowanie się cząstek subatomowych oraz prostych atomów. Przez oddziaływanie grawitacji gigantyczne chmury tych elementów połączyły się, tworząc gwiazdy.
Według współczesnej wiedzy prawa fizyki i stałe fizyczne decydujące o ewolucji Wszechświata nie zmieniały się przez cały czas jego istnienia. Dominującą siłą na odległościach kosmologicznych jest grawitacja. Pozostałe siły: elektromagnetyzm, oddziaływanie silne i oddziaływanie słabe mają dominujące znaczenie w małych odległościach. Wszechświat ma trzy obserwowalne wymiary przestrzenne i jeden czasowy, choć niewykluczone, że ma więcej wymiarów zwiniętych do mikroskopijnych wielkości. Czasoprzestrzeń jest gładką i spójną rozmaitością, a jej średnia krzywizna jest bardzo mała, co oznacza, że w dużej skali jej geometria jest w przybliżeniu euklidesowa.
Z powyższej definicji Wszechświata wynika, że nic nie może istnieć poza nim. Istnieją jednak alternatywne definicje, dopuszczające, że nasz „Wszechświat” jest jednym z wielu niepołączonych ze sobą „Wszechświatów”, których zbiór określa się jako wieloświat. Przykładowo teoria chaotycznej inflacji dopuszcza istnienie nieskończenie wielu Wszechświatów różniących się obowiązującymi w nich stałymi fizycznymi. Wieloświatowa interpretacja mechaniki kwantowej mówi natomiast, że każdy pomiar kwantowego układu w superpozycji powoduje powstanie osobnego Wszechświata dla każdego wyniku pomiaru. Ponieważ z definicji takie Wszechświaty są rozłączne z naszym, tych spekulacji nie da się przetestować eksperymentalnie.
Istnieje wiele konkurujących ze sobą hipotez na temat ostatecznego losu Wszechświata. Fizycy i filozofowie nie wiedzą, co, i czy cokolwiek poprzedziło Wielki Wybuch. Wielu z nich odmawia spekulacji na ten temat i wątpi w to, że kiedykolwiek takie informacje będą dostępne.

## Definicja
Wszechświat zwykle jest definiowany jako wszystko, co istnieje, wszystko, co istniało, i wszystko, co będzie istnieć. Według naszego obecnego rozumienia Wszechświat składa się z trzech części składowych: czasoprzestrzeni, form energii (w tym promieniowania elektromagnetycznego i materii) oraz praw fizyki, które się do nich odnoszą. Wszechświat obejmuje całe życie i historię; niektórzy filozofowie i naukowcy sugerują również, że obejmuje również idee, takie jak matematyka.

## Etymologia
Słowo uniwersum pochodzi od starofrancuskiego univers, które z kolei wywodzi się z łacińskiego universum. Łacińskie określenie Wszechświata było używane przez Cycerona oraz późniejszych łacińskich autorów. Universum wywodzi się od poetyckiej kontrakcji unvorsum, po raz pierwszy użytej przez Lukrecjusza w księdze IV (wers 262) poematu De rerum natura, gdzie połączył un, uni (pochodzące od unus, czyli „jeden”) z vorsum, versum (rzeczownik pochodzący od vertre, czyli „coś toczonego, obróconego, zmienionego”).
Alternatywną interpretacją słowa unvorsum jest „wszystko obrócone w jedno” lub „wszystko obrócone przez jednego”. W związku z tym można rozważyć wczesnogrecki odpowiednik słowa Wszechświat – περιφορά (periforá, „pradakszina”), pierwotnie używanego do określenia przebiegu posiłku – zwyczaju polegającego na niesieniu jedzenia wokół kręgu, przy którym siedzą goście schodzący na posiłek. περιφορά odwołuje się do sfer niebieskich, wczesnego greckiego modelu Wszechświata. Arystoteles sugerował, że sfery gwiazd stałych poruszane są przez Nieruchomego Poruszyciela; w związku z tym porusza on również Słońce, a to z kolei wywołuje zmiany, jakie zachodzą na naszej planecie. Staranne pomiary astronomiczne i fizyczne (takie jak np. ten wykonywany przez wahadło Foucaulta) dowodzą, że Ziemia obraca się wokół własnej osi.

### Synonimy
Starożytnogreckim odpowiednikiem terminu Wszechświat był τὸ πᾶν (tò pán, „Wszystko”, „Pan”). Spokrewnionymi z nim terminami były materia (τὸ ὅλον, tò hólon) oraz miejsce (τὸ κενόν, tò kenón). Innymi synonimami używanymi przez starożytnych greckich filozofów były κόσμος (kosmos) i φύσις (natura, physis – od tego słowa wywodzi się termin „fizyka”). Te same synonimy można znaleźć również w dziełach łacińskich autorów (totum, mundus, natura) i funkcjonują one w dzisiejszych językach, np. niemieckie słowa Das All, Weltall i Natur będące odpowiednikami słowa „Wszechświat”. Te same synonimy funkcjonują także w języku angielskim, np. everything (theory of everything, „teoria wszystkiego”), the cosmos (cosmology, „kosmologia”), the world (many-worlds interpretation, „interpretacja wielu światów”) oraz Nature (natural laws i natural philosophy, „prawo natury” i „filozofia przyrody”).

## Ewolucja Wszechświata

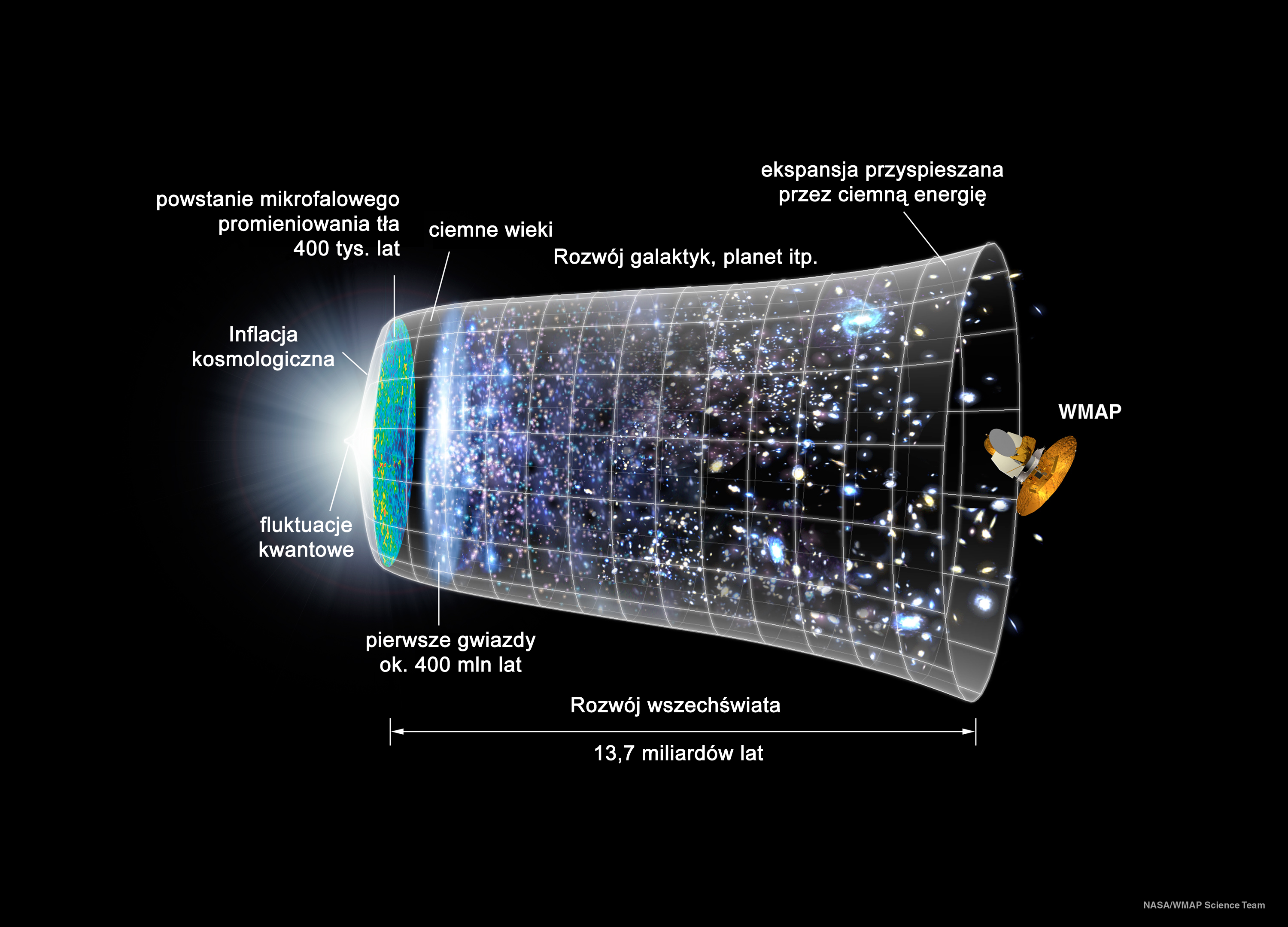
Współcześnie uznawany model powstania i ekspansji czasoprzestrzeni

Era Plancka była początkową, gorącą fazą, trwającą od t = 0 do t = 10−43 s (czas Plancka). W erze Plancka wszystkie rodzaje materii, energii oraz cała czasoprzestrzeń były skoncentrowane w gęstym stanie, gdzie grawitacja była tak silna jak inne oddziaływania podstawowe, a wszystkie siły mogły być zunifikowane. Od ery Plancka Wszechświat rozszerzył się do obecnych rozmiarów, prawdopodobnie wraz z bardzo krótkim okresem (mniej niż 10−32 s) kosmologicznej inflacji, która spowodowała, że Wszechświat niemal natychmiast zyskał znacznie większe rozmiary. Teoria kosmologicznej inflacji została udowodniona przez kilka niezależnych pomiarów eksperymentalnych, wykonanych m.in. przez detektory BICEP.
Po erze Plancka i kosmologicznej inflacji następowały kolejno era kwarkowa, era hadronowa oraz era leptonowa, z których ostatnia trwała jedynie do 10 sekund po Wielkim Wybuchu. Poprzez połączenie całkowitej ekspansji przestrzeni z fizyką jądrową i atomową można wyjaśnić inne obserwacje. Kiedy Wszechświat rozszerza się, gęstość energii promieniowania elektromagnetycznego obniża się szybciej niż materia, ponieważ energia fotonu spada wraz z długością jej fali. Kiedy Wszechświat rozszerzył się i ochłodził, cząstki elementarne połączyły się, tworząc większe kombinacje. W początkowej fazie ery materii powstały stałe protony i neutrony, które następnie połączyły się, tworząc jądra atomowe. Materia Wszechświata była wtedy w znacznej części gorącą, gęstą plazmą ujemnie naładowanych elektronów, neutralnych neutronów i dodatnie naładowanych jąder. Era ta, zwana erą promieniowania, trwała ok. 380 tysięcy lat. Reakcje jądrowe między jądrami przeprowadzone w czasie pierwotnej nukleosyntezy doprowadziły do powstania obserwowanej obecnie ilości lekkich pierwiastków, w szczególności wodoru, deuteru i helu.
Podczas rekombinacji elektrony i jądra połączyły się, tworząc stałe atomy, które są przezroczyste dla wielu długości fal promieniowania. Wraz z odseparowanymi od materii fotonami Wszechświat wkroczył w erę materii. Wyemitowane wtedy światło może swobodnie podróżować i jest obecnie najstarszym światłem, jakie możemy zobaczyć we Wszechświecie; jest nim mikrofalowe promieniowanie tła i jest znane również jako „promieniowanie reliktowe”. Po ok. 100 milionach lat uformowały się pierwsze gwiazdy; były prawdopodobnie bardzo masywne i odpowiedzialne za rejonizację Wszechświata. Składając się z pierwiastków nie cięższych niż lit, w trakcie gwiezdnej nukleosyntezy rozpoczęły produkcję pierwszych ciężkich pierwiastków. Wszechświat zawiera również tajemniczą energię zwaną ciemną energią, której gęstość nie zmienia się z upływem czasu. Po ok. 9,8 miliarda lat Wszechświat rozszerzył się wystarczająco, aby gęstość materii była mniejsza od ciemnej energii, rozpoczynając trwającą do teraz erę galaktyczną, w niektórych źródłach zwaną także erą ciemnej energii. W tej erze ekspansja Wszechświata przyspiesza pod wpływem ciemnej energii.

## Oddziaływania i właściwości Wszechświata

Cząstki elementarne, z których zbudowana jest znana materia: sześć leptonów i sześć kwarków oraz bozony cechowania przenoszące oddziaływania. Diagram przedstawia również bozon Higgsa, nadający masę cząstkom, z którymi oddziałuje.

Prawa fizyki, wedle współczesnej wiedzy, nie zmieniały się od początku istnienia Wszechświata.
Zgodnie z obowiązującym obecnie Modelem Standardowym cała materia składa się z trzech generacji kwarków i leptonów, oddziałujących poprzez cztery siły podstawowe: elektromagnetyzm (przenoszony przez fotony), oddziaływanie słabe (przenoszone przez bozony W i Z), oddziaływanie silne (przenoszone przez gluony) oraz grawitację (której mechanizm przenoszenia jest nieznany). Nie istnieje obecnie żadna teoria wyjaśniająca wartości podstawowych stałych fizycznych, takich jak stała Plancka czy stała grawitacji. Zidentyfikowano kilka praw zachowania, którym podlegają wszystkie procesy we Wszechświecie, np. zasada zachowania energii czy zasada zachowania ładunku elektrycznego. W większości te prawa są konsekwencjami symetrii praw fizyki.
Spośród czterech oddziaływań podstawowych grawitacja jest dominującą siłą w kosmologicznych skalach długości; oznacza to, że trzy pozostałe siły w strukturach na poziomie galaktyk oraz wielkoskalowych struktur nie odgrywają istotnej roli. Oddziaływania grawitacyjne są kumulacyjne; w przeciwieństwie do oddziaływań ładunków naładowanych dodatnio i ujemnie, które znoszą się wzajemnie, przez co oddziaływanie elektromagnetyczne staje się mało istotne w kosmologicznych skalach długości. Pozostałe dwa oddziaływania, silne i słabe, zmniejszają się wraz z przebytą odległością; ograniczają się one jedynie do subatomowych skal długości.
Częstość występowania pierwiastków we Wszechświecie jest prawie identyczna z tą, jaka była w momencie jego powstania (szczególnie dotyczy to pierwiastków lekkich). To oznacza, że procesy tworzenia pierwiastków w gwiazdach i supernowych tylko nieznacznie zmieniły skład chemiczny Wszechświata.
Wszechświat zawiera wielokrotnie więcej materii niż antymaterii. Ta asymetria jest prawdopodobnie związana z łamaniem symetrii CP.
Wszechświat wydaje się nie mieć sumarycznego ładunku elektrycznego ani momentu pędu, zatem grawitacja wydaje się być dominującym oddziaływaniem w kosmologicznych skalach długości. Ich wystąpienie oznaczałoby złamanie odpowiednio prawa Gaussa i zasady zachowania momentu pędu, jeśli Wszechświat jest skończony.

### Kształt

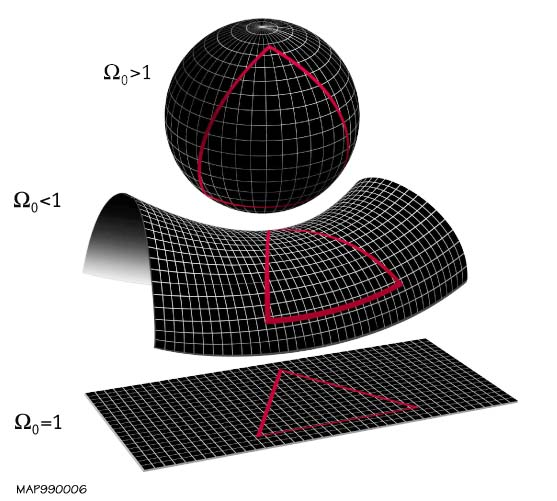
Trzy możliwe opcje kształtu Wszechświata

Współczesna wiedza kosmologiczna nie pozwala jednoznacznie określić wielkości całego Wszechświata, nie jest także znany kształt Wszechświata.
Według współczesnych teorii Wszechświat może być płaski lub zakrzywiony. Większość naukowców przyjmuje, że Wszechświat jest płaski, ale na ten temat istnieje wiele różnorakich teorii.
Kształt Wszechświata jest związany z ogólną teorią względności, która opisuje, jak bardzo czasoprzestrzeń (czyli to, z czego składa się Wszechświat) jest zakrzywiona pod wpływem energii i masy.
Krzywizna, topologia i geometria Wszechświata zawierają zarówno lokalną geometrię (w widzialnym Wszechświecie), jak i globalną geometrię, które są możliwe do zmierzenia. Zajmujące się tym badania obejmują również, która 3-rozmaitość odpowiada danemu sektorowi przestrzennemu współrzędnych współporuszających się w czterowymiarowej czasoprzestrzeni Wszechświata. Kosmologowie zazwyczaj pracują przy oddzielnym wycinku przestrzennym tych współrzędnych. W zakresie obserwacji sektor czasoprzestrzeni, który możemy obserwować, jest obróconym stożkiem świetlnym (ang. backward light zone), będącym zarazem czasem wymaganym do dotarcia do danego obserwatora w horyzoncie kosmologicznym (horyzont cząstek).
Horyzont cząstek (zwany również horyzontem światła lub horyzontem światła kosmicznego) to największa odległość, z której cząstki mogłyby przemieścić się do obserwatora w wieku Wszechświata. Stanowi granicę między obserwowalnymi i nieobserwowalnymi regionami Wszechświata. Istnienie, właściwości i znaczenie horyzontu kosmologicznego zależy od danego modelu kosmologicznego.
Dane obserwacyjne sugerują, że kosmologiczna topologia Wszechświata jest nieskończona, czego dowodzą modele metryki Friedmana-Lemaître’a-Robertsona-Walkera. Modele te są zgodne z sondą kosmiczną WMAP, a także mapami kosmicznego promieniowania tła wykonanymi w trakcie misji Planck. W lutym 2003 roku NASA wydała pierwsze dane kosmicznego promieniowania tła zebrane przez WMAP, z kolei w marcu 2013 roku te same dane, jednak sporządzone w wyższej rozdzielczości w trakcie misji Planck, zostały wydane przez ESA. Dane zebrane przez obie sondy są ze sobą prawie idealne zgodne, zarówno pod względem modeli inflacyjnych, jak i standardowego modelu kosmologicznego, opisując płaski, jednorodny Wszechświat zdominowany przez ciemną materię i ciemną energię.

### Rozmiar

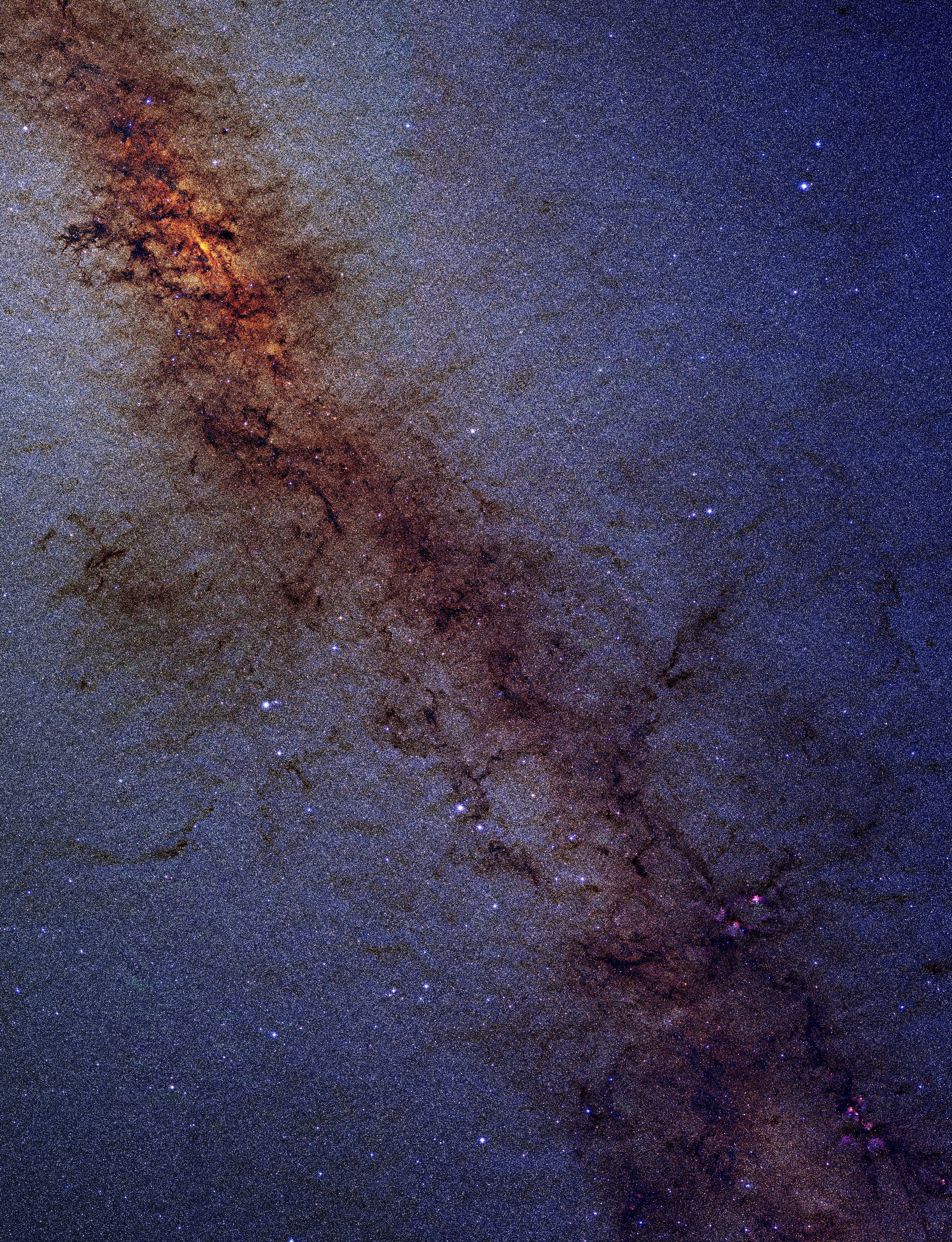
Obraz centrum Galaktyki zarejestrowany w podczerwieni przez jeden z teleskopów 2MASS

Właściwa odległość – czyli taka odległość, jaką można pomierzyć w określonym czasie – między Ziemią a krawędzią widzialnego Wszechświata wynosi 46 miliardów lat świetlnych (14×109 pc), w związku z czym średnica widzialnego Wszechświata wynosi ok. 91–93 miliardów lat świetlnych (28×109 pc). Czas, w jakim światło pokonało drogę do krawędzi widzialnego Wszechświata od Wielkiego Wybuchu, jest bardzo przybliżony do wieku Wszechświata i wynosi 13,8 miliarda lat.
Zgodnie z ogólną teorią względności przestrzeń może powiększać się z prędkością większą niż prędkość światła w próżni, w związku z czym możemy zobaczyć tylko niewielką część Wszechświata ze względu na ograniczenia nałożone przez prędkość światła w próżni. Ponieważ nie możemy obserwować przestrzeni poza granicami światła i promieniowania elektromagnetycznego, nie jest pewne, czy rozmiar Wszechświata jest skończony czy nieskończony. Badacze podają dolne ograniczenie wynikające z ekstrapolacji oddalania się od Drogi Mlecznej najdalszych obserwowanych obiektów.

### Obszary
Odwołując się do zawężonej definicji, Wszechświat to wszystko, co jest powiązane z naszą czasoprzestrzenią i może z nami wchodzić w interakcję, i odwrotnie. Według ogólnej teorii względności, niektóre obszary przestrzeni prawdopodobnie nigdy nie będą mogły wejść w interakcję z naszymi, nawet w czasie trwania życia Wszechświata, ze względu na ograniczoną prędkość światła i trwającą ekspansję Wszechświata. Na przykład wiadomości radiowe wysyłane z Ziemi mogą nigdy nie dotrzeć do niektórych rejonów przestrzeni, nawet jeśli Wszechświat będzie żył wieczność.
Obszar przestrzenny, na który możemy oddziaływać i odwrotnie, to widzialny Wszechświat. Widzialny Wszechświat jest zależny od położenia obserwatora. Podróżując, obserwator może wejść w kontakt z większym obszarem czasoprzestrzeni niż obserwator, który pozostaje nieruchomy. Niemniej jednak, nawet najszybszy obserwator nie będzie mógł wejść w kontakt z całą przestrzenią.

### Wiek i ekspansja
Astronomowie obliczają wiek Wszechświata przyjmując, że model Lambda-CDM precyzyjnie opisuje ewolucję Wszechświata od początku jego istnienia, kiedy był bardzo gorący, gęsty i jednolity, do jego obecnego stanu, oraz mierząc parametry kosmologiczne tego modelu. Model ten jest dobrze rozumiany teoretycznie i wspierany przez ostatnie obserwacje astronomiczne takie jak WMAP i Planck. Oprócz tego model jest wspierany przez obserwacje anizotropii mikrofalowego promieniowania tła oraz jasności i przesunięcia ku czerwieni dla supernowych typu Ia. Inne obserwacje, zajmujące się stałą Hubble’a, obfitością gromad galaktyk, słabym soczewkowaniem grawitacyjnym i wiekiem gromady kulistej, są generalnie zgodne z nim, jednak nie są obecnie tak precyzyjne. Wraz z przyjęciem, że model Lambda-CDM jest poprawny i z przyjęciem wartości parametrów zmierzonych w trakcie obserwacji dokonanych, np. w trakcie misji Planck, wiek Wszechświata (na podstawie badań z 2015 roku) wynosi 13,798 ± 0,037 miliardów lat. Wcześniejsze pomiary, oparte na soczewkowaniu grawitacyjnym, dają zgodne wyniki 13,75 ± 0,17 mld lat.
Z biegiem czasu Wszechświat i jego zawartość ewoluowały – liczba kwazarów i galaktyk zmieniła się, a przestrzeń powiększyła się. Ekspansja Wszechświata tłumaczy, jak to możliwe, że naukowcy mogą obserwować światło pochodzące z galaktyki odległej o 30 miliardów lat świetlnych, nawet jeśli światło podróżowało tam przez 13 miliardów lat; przestrzeń między nimi powiększyła się, co z kolei stało się jednym z narzędzi używanych przy obliczaniu wieku Wszechświata. Ekspansja ta jest spójna ze spostrzeżeniem, że światło z odległych galaktyk zostało przesunięte ku czerwieni; wyemitowane fotony podczas swojej podróży zostały rozciągnięte do dłuższych fal i niższej częstotliwości. Wskaźnikiem tej przestrzennej ekspansji jest przyspieszenie Wszechświata, oparte na badaniach nad supernowymi typu Ia.

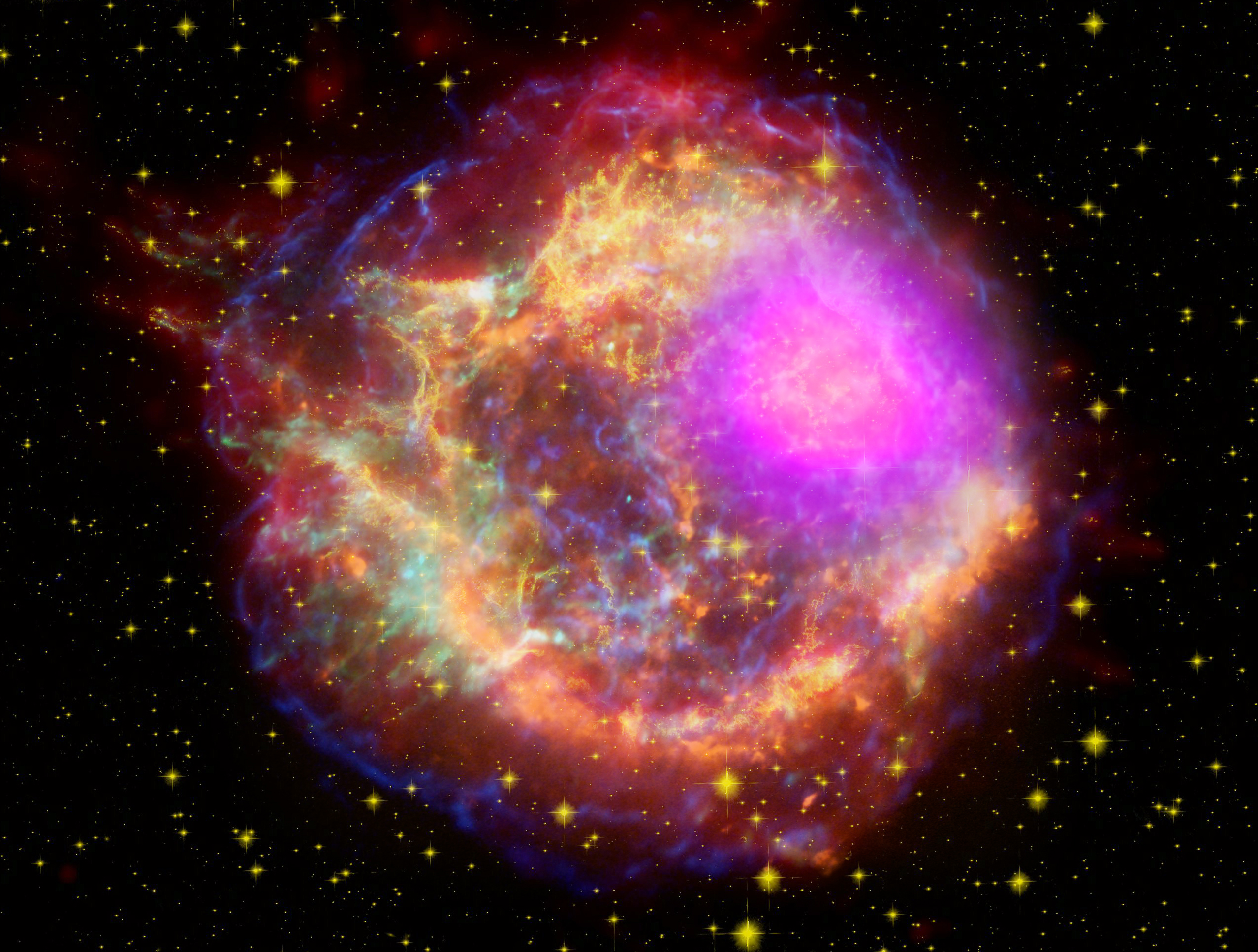
Pozostałość po supernowej

Im więcej materii znajduje się we Wszechświecie, tym silniejsza jest oddziałująca na nią grawitacja. Gdyby Wszechświat był zbyt gęsty, wtedy ponownie zapadłby się w osobliwość. Jednak gdyby Wszechświat zawierał za mało materii, wtedy jego ekspansja bardzo by przyspieszyła, tym samym nie dając planetom i układom planetarnym czasu na uformowanie się. Wskaźnik ekspansji Wszechświata jest zależny od grawitacji oddziałującej między obecną materią. Zaskakujący jest fakt, że nasz Wszechświat ma średnią gęstość wynoszącą ok. 5 protonów na metr sześcienny, co pozwoliło przestrzeni rozszerzać się przez ostatnie 13,8 miliarda lat i uformować Wszechświat, jaki widzimy dzisiaj.
Istnieją siły dynamiczne wpływające na cząstki we Wszechświecie, które wpływają na tempo ekspansji Wszechświata. W przeszłości oczekiwano, że stała Hubble’a będzie maleć z upływem czasu ze względu na oddziaływania grawitacyjne we Wszechświecie, i że w związku z tym istnieje dodatkowa wielkość zwana parametrem spowolnienia, którą kosmologowie przewidywali za będącą bezpośrednio związaną z gęstością materii we Wszechświecie. Okazało się jednak, że parametr spowolnienia powinien wynosić mniej niż zero (powinien stale wynosić -1), co sugeruje, że stała Hubble’a rośnie z upływem czasu. Niektórzy kosmologowie żartobliwie nazwali ten efekt „kosmicznym zrywem”. W 2011 roku przyznano Nagrodę Nobla za odkrycie tego efektu.

### Czasoprzestrzeń
Czasoprzestrzenie to „areny”, na których znajdują się wszystkie fizyczne zdarzenia (zdarzenie to punkt w czasoprzestrzeni, różniący się miejscem i czasem). Dla przykładu, ruch planet wokół gwiazdy może być opisany dla danego typu czasoprzestrzeni, z kolei ruch światła wokół obracającej się gwiazdy może być opisany dla innego typu czasoprzestrzeni.
Zdarzenia są podstawowym elementem czasoprzestrzeni. W danej przestrzeni, zdarzenie jest unikalną pozycją znajdującą się w unikalnym czasie. Ponieważ zdarzenia są punktami w czasoprzestrzeni, przykładem zdarzenia w klasycznej fizyce relatywistycznej jest {\displaystyle (x,y,z,t),} czyli położenie cząstki elementarnej (punktowej) w danym czasie. Sama czasoprzestrzeń może być postrzegana jako związek wszystkich zdarzeń.
Czasoprzestrzeń Wszechświata zwykle jest interpretowana z perspektywy przestrzeni euklidesowej, według której przestrzeń składa się z trzech wymiarów, a czas z jednego wymiaru, nazywanego „czwartym wymiarem”. Po połączeniu czasu i przestrzeni w jedną rozmaitość zwaną „czasoprzestrzenią Minkowskiego”, fizycy znacznie uprościli wiele teorii fizycznych, m.in. opisali bardziej jednolicie sposób, w jaki funkcjonuje Wszechświat, zarówno w supergalaktykach, jak i w poszczególnych poziomach subatomowych.
Czterowektor przesunięcia ΔR w czasoprzestrzeni jest dany przez przestrzenny wektor przesunięcia Δr i różnicę czasu Δt między zdarzeniami. Interwał czasoprzestrzenny to interwał między dwoma zdarzeniami, oznaczany jako s2.
Wymiary czasoprzestrzeni składają się ze zdarzeń, które nie są całkowicie określone przestrzennie i czasowo, lecz są znane względnie w stosunku do ruchu obserwatora. Czasoprzestrzeń Minkowskiego najpierw szacuje Wszechświat bez wpływu grawitacji; rozmaitości pseudoriemannowskie z ogólnej teorii względności z kolei opisują czasoprzestrzeń z materią i grawitacją. Niektóre teorie fizyki teoretycznej, takie jak teoria strun, postulują istnienie dodatkowych wymiarów.
Średnia krzywizna przestrzeni Wszechświata wynosi prawie zero, co oznacza, że przestrzeń jest niemal płaska. Czasoprzestrzeń wydaje się także mieć jednospójną topologię, co da się zauważyć chociażby w widzialnym Wszechświecie. Mimo to obecne obserwacje nie wykluczają możliwości, że Wszechświat może mieć więcej wymiarów, oraz że ich czasoprzestrzeń może mieć topologię globalną, analogicznie z topologiami cylindrycznymi i torusowymi dwuwymiarowych przestrzeni.

## Zawartość

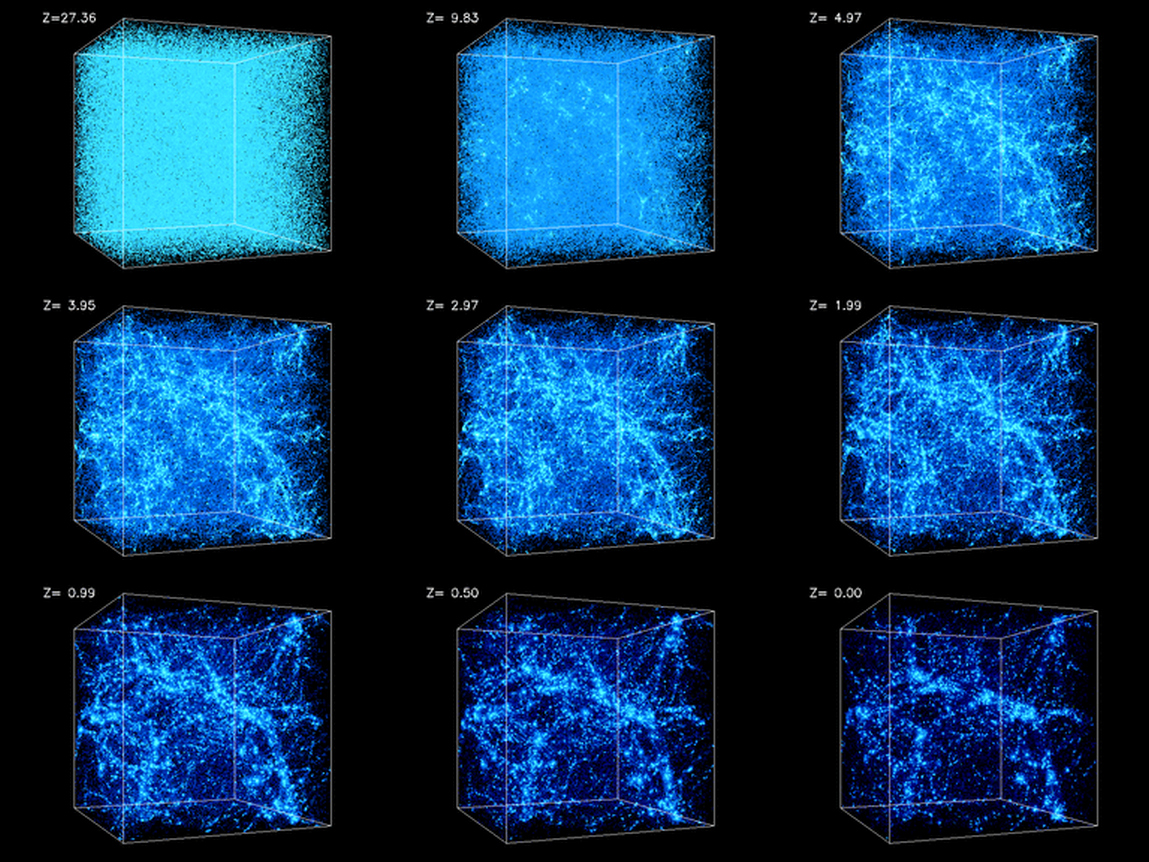
Powstawanie gromad i włókien w modelu chłodnej ciemnej energii. Ramki przedstawiają ewolucję struktur znajdujących się w promieniu 140 milionów lat świetlnych od Ziemi, w okresie od z=30 do z=0, gdzie z to przesunięcie ku czerwieni

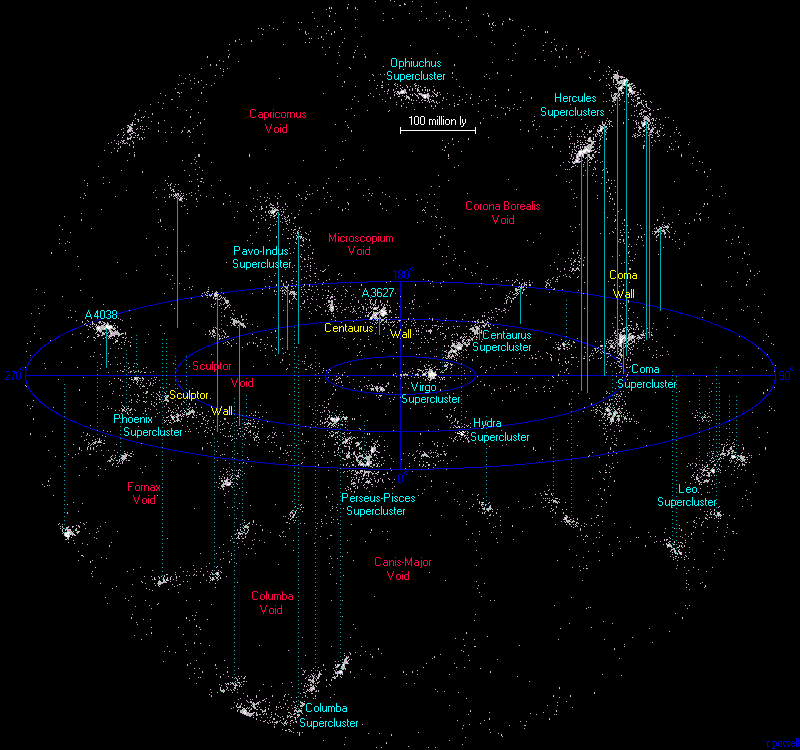
Mapa supergromad i pustek znajdujących się najbliżej Ziemi

Średnia gęstość Wszechświata wynosi około 9,9×10−30 gramów na centymetr sześcienny. Energia we Wszechświecie istnieje w większości w postaci ciemnej energii (68,3%) i hipotetycznej ciemnej materii (26,8%). Jedynie 4,9% to materia barionowa, którą jesteśmy w stanie bezpośrednio obserwować – składają się z niej atomy, gwiazdy, galaktyki i życie. Gęstość atomów we Wszechświecie wynosi średnio jeden atom wodoru na cztery metry sześcienne. Właściwości ciemnej materii i ciemnej energii są w dużym stopniu nieznane. Wiadomo, że ciemna materia oddziałuje grawitacyjnie tak jak zwykła materia, spowalniając ekspansję Wszechświata, natomiast ciemna energia przyspiesza tę ekspansję. Ciemna energia jest jednocześnie energią, na którą składa się przestrzeń Wszechświata.
W skalach powyżej 300 milionów lat świetlnych obserwowalna materia jest rozłożona równomiernie w przestrzeni, jednak w mniejszych skalach materia skupiona jest w hierarchiczną strukturę: atomy formują gwiazdy, gwiazdy skupiają się w galaktyki, galaktyki skupiają się w gromady i supergromady, a supergromady układają się we włókna rozdzielone pustkami.
W widzialnym Wszechświecie znajduje się prawdopodobnie ponad 100 miliardów (1011) galaktyk. Dzielą się m.in. na galaktyki karłowate, w skład których wchodzi od miliona do kilku miliardów gwiazd, oraz na galaktyki-giganty, które mają nawet bilion gwiazd. Badania prowadzone przez astronomów w 2010 roku szacują, że w widzialnym Wszechświecie znajduje się 300 tryliardów gwiazd. Pomiędzy tymi strukturami znajdują się tzw. pustki. Droga Mleczna należy do Grupy Lokalnej Galaktyk, która z kolei jest częścią supergromady Laniakea. Średnica tej supergromady wynosi ponad 500 milionów lat świetlnych, z kolei średnica Grupy Lokalnej Galaktyk wynosi ponad 10 milionów lat świetlnych.
Obserwowalna materia jest rozłożona izotropowo, co oznacza, że w każdym kierunku jest jej mniej więcej taka sama ilość. Wszechświat wypełnia dodatkowo bardzo równomierne mikrofalowe promieniowanie odpowiadające równowadze termicznej ciała doskonale czarnego o temperaturze 2,7249–2,7252 K. W kwietniu 2015 roku astronomowie ogłosili odkrycie superpustki, największej poznanej struktury we Wszechświecie. Jest to olbrzymia przestrzeń, której długość wynosi 550 megaparseków.
Widzialna materia Wszechświata jest rozprzestrzeniona izotropowo również w dużych skalach, co oznacza, że kierunki obserwacji astronomów nie różnią się od siebie. Wszechświat jest skąpany w bardzo izotropowych mikrofalach promieniowania elektromagnetycznego, które odpowiadają równowadze termicznej widm promieniowania ciał doskonale czarnych wynoszącej ok. 2,725 kelwinów. Hipoteza mówiąca, że Wszechświat na dużą skalę jest jednorodny i izotropowy, jest znana jako zasada kosmologiczna i wspierana przez różne obserwacje astronomiczne.

### Ciemna energia
Działanie ciemnej energii nie jest znane, jednak wiadomo, że jest ona odpowiedzialna za przyspieszenie ekspansji Wszechświata. Przyjęta jest hipoteza, że wypełnia ona całą przestrzeń. W równoważności masy i energii gęstość ciemnej energii (6,91 × 10−27 kg/m³) jest dużo mniejsza niż gęstość zwykłej oraz ciemnej materii, która jest zawartością galaktyk. Mimo to, obecnie ciemna energia jest dominującą formą energii w przestrzeni kosmicznej ze względu na swoją jednolitość.
Istnieją dwie proponowane teorie prezentujące formę ciemnej energii – stała kosmologiczna (stała gęstość energii wypełniająca homogenicznie przestrzeń) oraz teoria pola skalarnego (polem skalarnym mogą być np. kwintesencje). Pola skalarne, które są stałe w przestrzeni, często są włączane w stałą kosmologiczną. Stała kosmologiczna może być równoważna energii próżni. Pola próżniowe, które przemieniają się w przestrzeni, mogą być trudne do odróżnienia z punktu widzenia stałej kosmologicznej, ponieważ proces ich przemiany może być bardzo powolny.
Odwołując się do danych zebranych w trakcie misji Planck, oraz w oparciu o standardowy model kosmologiczny (jakim jest model Lambda-CDM), widzialny Wszechświat składa się w 26,8% z ciemnej materii, 68,3% z ciemnej energii (w sumie 95,1%) oraz w 4,9% ze zwykłej materii.
Ciemna energia została użyta jako kluczowy składnik niedawnej próby sformułowania cyklicznego modelu Wszechświata.

### Ciemna materia
Ciemna materia to hipotetyczny rodzaj materii, którego nie można zobaczyć za pomocą teleskopu, lecz stanowi większość materii znajdującej się we Wszechświecie. Istnienie i właściwości ciemnej materii można wywnioskować z jej grawitacyjnego oddziaływania na widoczną materię, promieniowanie oraz wielkoskalowe struktury Wszechświata. Gorąca ciemna materia, jedna z form ciemnej materii, pozostaje jedną z zagadek współczesnej astrofizyki, ponieważ do tej pory nie została wykryta bezpośrednio. Ciemna materia nie emituje, ani nie pochłania światła i promieniowania elektromagnetycznego na żadnym znaczącym poziomie. Szacuje się, że ciemna materia stanowi 26,8% całkowitej energii masowej oraz 84,5% całkowitej materii we Wszechświecie.

### Zwykła materia
Pozostałe 4,9% energii masowej we Wszechświecie to zwykła materia, składająca się z atomów, jonów, elektronów i zbudowanych z niej obiektów. Z materii tej składają się gwiazdy, które produkują niemal całe światło, jakie widzimy we Wszechświecie, gaz międzygwiazdowy w ośrodkach międzygwiazdowych i międzygalaktycznych, planety oraz wszystkie obiekty obecne w dzisiejszym życiu, na które możemy się natknąć, dotknąć lub wejść z nimi w interakcję na inny sposób.
Materia istnieje w czterech stanach skupienia: stałym, ciekłym, gazowym i jako plazma. Postępy w technikach eksperymentalnych wykazały jednak obecność innych stanów skupienia, wcześniej znanych jedynie w teorii – kondensat Bosego-Einsteina oraz kondensat fermionów.
Patrząc w sposób bardziej zasadniczy, materia jest złożona z dwóch rodzajów cząstek elementarnych: kwarków i leptonów. Dla przykładu, neutron składa się z dwóch kwarków dolnych oraz jednego górnego, podczas gdy proton składa się z dwóch górnych kwarków i jednego dolnego. Atomy są zbudowane z kilku protonów i neutronów (rodzaje barionów), które z kolei mają kilka elektronów (rodzaj leptonów) okrążających je. Ponieważ większa część masy atomów koncentruje się wewnątrz ich jądra atomowego składającego się z barionów, astronomowie często używają terminu „materia barionowa” do określenia tego rodzaju materii, pomimo że materia ta w niewielkim stopniu składa się również z elektronów. Skupienie się na materii z perspektywy cząstek elementarnych pozwala na odkrycie nowych stanów skupienia – dzięki temu odkryto m.in. plazmę kwarkowo-gluonową.

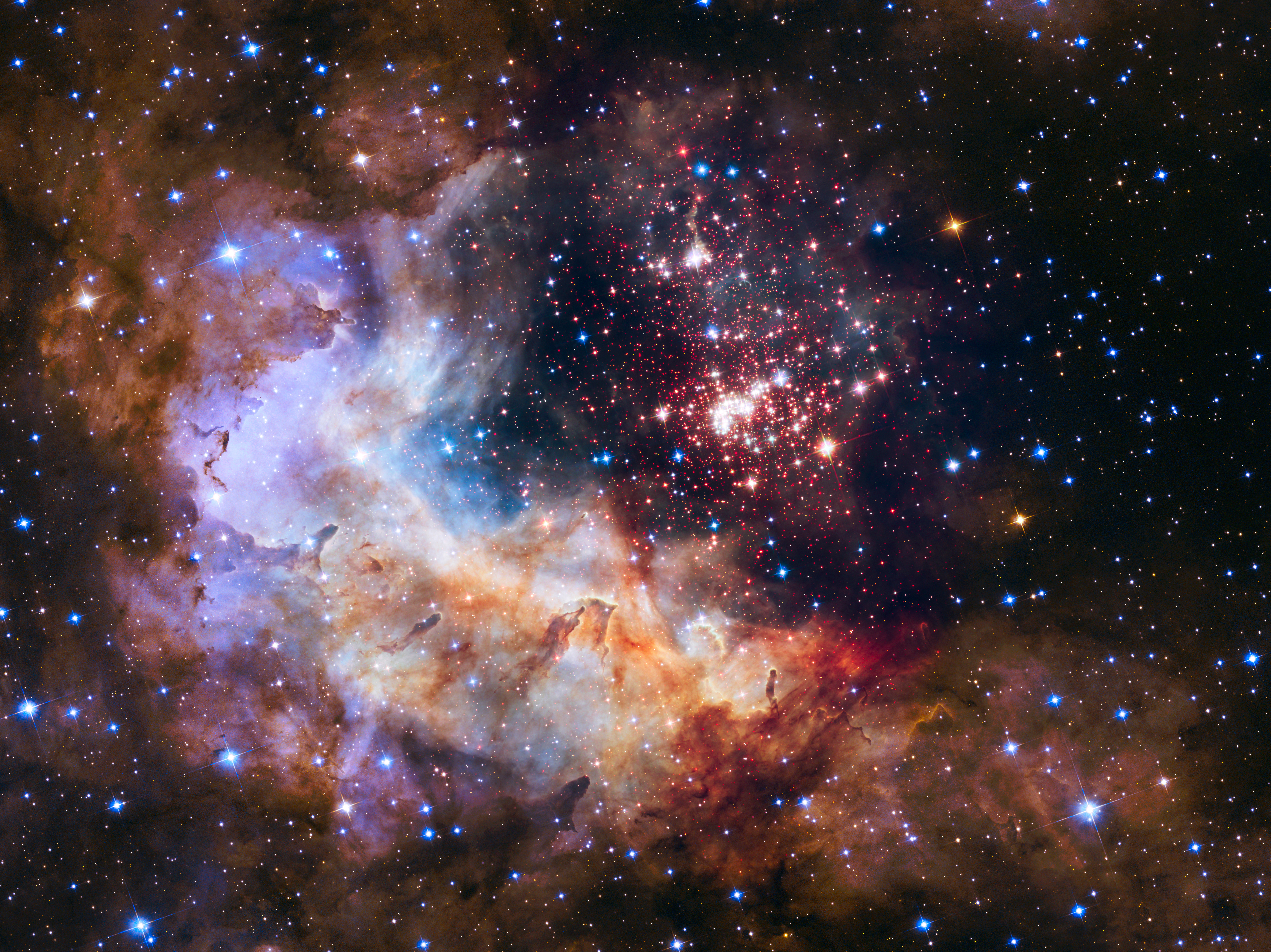
Zdjęcie centralnej części mgławicy Gum 29 oraz gromady Westerlund 2 z Teleskopu Hubble’a

Pierwotne elektrony i neutrony zostały utworzone z plazmy kwarkowo-gluonowej w trakcie Wielkiego Wybuchu, kiedy temperatura spadła poniżej dwóch bilionów stopni. Kilka minut później z protonów i neutronów uformowały się jądra litu i berylu. W tym czasie mogło powstać wiele atomów boru, jednak proces ten został zahamowany ok. 20 minut po Wielkim Wybuchu przez szybki spadek temperatury i gęstości w miarę rozszerzania się Wszechświata. Proces ten jest znany jako pierwotna nukleosynteza. Kolejne nukleosyntezy, tym razem cięższych pierwiastków, wymagała obecności ekstremalnie wysokiej temperatury i ciśnienia obecnych w gwiazdach i supernowych. Procesami tymi były gwiezdna nuklosynteza i nukleosynteza w supernowych.

### Cząstki
Zwykła materia znajdująca się we Wszechświecie składa się z cząstek opisanych w fizyce cząstek elementarnych. Cząstka elementarna to taka cząstka, której podstruktura (domena większej struktury, która dzieli podobne cechy tej domeny) jest nieznana, zatem nie wiadomo, czy składa się ona z innych cząstek. Znane cząstki elementarne zawierają fermiony fundamentalne (kwarki, leptony, antykwarki i antyleptony), które generalnie są „cząstkami materii” oraz „cząstkami antymaterii”, jak również cząstkami mocy, które pośredniczą w oddziaływaniach między fermionami. Cząstka, która składa się z dwóch lub więcej cząstek elementarnych to cząstka złożona.
Model standardowy fizyki cząstek elementarnych nasuwa uniwersalny zbiór praw fizyki i stałych fizycznych. Dotyczy on oddziaływań elektromagnetycznych, słabych i silnych, oraz klasyfikuje wszystkie znane cząstki. Model ten był wspólnie rozwijany przez naukowców z całego świata przez całą drugą połowę XX w. Opracowanie obecnej formy modelu zostało zakończone w połowie lat 70. XX w. podczas eksperymentalnego potwierdzenia istnienia kwarków. Od tamtej pory odkrycia kwarku t (1995), neutrina taonowego (2000) oraz bozonu Higgsa (2013) dały większą wiarygodność obowiązującemu modelowi. Z powodu jego sprawdzalności w wyjaśnianiu wyników rozmaitych eksperymentów, model ten czasami jest nazywany „teorią prawie wszystkiego”.
Każda generacja cząstek dzieli się na dwie leptonowe i dwie kwantowe, z których każda jest fermionem. Bozony to z kolei inne klasy fundamentalne cząstek elementarnych. Oprócz nich istnieją również cząstki hipotetyczne.

#### Hadrony
Hadron to cząstka złożona składająca się z kwarków. Około 10−6 s po Wielkim Wybuchu temperatura Wszechświata spadła wystarczająco, by pozwolić kwarkom powstałym we wcześniejszej erze kwarkowej połączyć się w hadrony. Okres ten znany jest jako era hadronowa. Początkowo temperatura była na tyle wysoka, aby umożliwić powstanie par hadron-antyhadron, które utrzymywały materię i antymaterię w równowadze termicznej. Dalszy spadek temperatury Wszechświata spowodował jednak zatrzymanie produkcji par hadron-antyhadron. Większość hadronów i antyhadronów została następnie zlikwidowana w procesach anihilacji, pozostawiając szczątkową ilość hadronów. Proces eliminacji hadronów zakończył się sekundę po Wielkim Wybuchu, kiedy rozpoczęła się era leptonowa.
Hadrony dzielą się na dwie rodziny: bariony (należą do nich m.in. protony i neutrony) składające się z trzech kwarków i mezony (np. piony) składające się z jednego kwarka i jednego antykwarka. W 2014 roku detektor LHCb odkrył Z(4430), hadron egzotyczny zbudowany z czterech kwarków (tetrakwark). Możliwe, że istnieją inne rodzaje hadronów egzotycznych, np. pentakwarków (którymi są egzotyczne bariony), jednak nie ma żadnych dowodów, które bezapelacyjnie dowodziłyby ich istnienia.
Spośród hadronów stałe są neutrony związane z jądrami atomowymi oraz protony. Pozostałe hadrony, istniejące w zwykłej formie, są zmienne; swobodne neutrony rozkładają się w czasie połowicznego rozpadu, trwającego ok. 611 sekund.

#### Leptony
Lepton to cząstka elementarna, związek o spinie połówkowym, który nie podlega oddziaływaniom silnym. Jest jednak tematem podmiotem reguły Pauliego; dwa leptony tego samego gatunku nie mogą być w takim samym stanie w tym samym czasie. Fermiony różnią się od bozonów, które podlegają statystyce Bosego-Einsteina. Najbardziej znanym rodzajem leptonów są elektrony, które są obecne w niemal całej chemii ze względu na bycie jednym z podstawowych budulców atomów i bezpośrednio związane z właściwościami chemicznymi. Istnieją dwie główne klasy leptonów: leptony naładowane elektrycznie oraz leptony neutralne (neutrino). Elektrony są stałe oraz są najpowszechniejszymi naładowanymi leptonami we Wszechświecie, podczas gdy miony i taony mogą zostać stworzone jedynie przy zderzeniach wysokoenergetycznych (takich jak te obejmujące promieniowanie kosmiczne oraz te wykonywane w akceleratorze cząstek). Naładowane leptony mogą łączyć się z innymi cząstkami, formując w ten sposób cząstki złożone (np. atomy i pozytoniumy). Neutrina rzadko nawiązują fizyczny kontakt z innymi cząstkami, w związku z czym są rzadko obserwowane.
Era leptonowa była okresem rewolucji we wczesnej fazie istnienia Wszechświata, w której leptony dominowały w całkowitej masie Wszechświata. Era zaczęła się ok. 1 sekundę po Wielkim Wybuchu, kiedy doszło do wzajemnego zniszczenia się większości hadronów i antyhadronów. W trakcie ery leptonów temperatura Wszechświata była wciąż na tyle wysoka, aby utworzyć pary lepton–antylepton, w związku z czym znajdowały się one w równowadze termalnej. Około 10 sekund po Wielkim Wybuchu temperatura Wszechświata spadła do punktu, w którym pary lepton–antylepton nie mogły być tworzone. Skutkiem tego było unicestwienie większości leptonów i antyleptonów w procesie anihilacji, pozostawiając jedynie niewielką liczbę leptonów. Następstwem tego była dominacja fotonów w masie Wszechświata, która doprowadziła do rozpoczęcia ery promieniowania.
Leptony mają różne wrodzone właściwości, którymi są ładunek elektryczny, spin i masa. W przeciwieństwie do kwarków, leptony nie są podmiotem oddziaływań silnych, za to są podmiotem trzech pozostałych oddziaływań: grawitacji (obecnie najlepiej opisana jest w ogólnej teorii względności), elektrosłabego (obejmuje elektromagnetyzm) i słabego. W czasie ery kwarkowej siła elektrosłaba podzieliła się na siły elektromagnetyczne i słabe. Oddziaływania mogą zostać opisane za pomocą renormalizowalnej kwantowej teorii pola. Póki co renormalizowalna kwantowa teoria pola ogólnej teorii względności nie została całkowicie zrealizowana.

#### Bozony
Bozony mogą być elementarne (jak fotony) lub złożone (jak mezony). Bozony są scharakteryzowane w statystyce Bosego-Einsteina i wszystkie mają spin całkowity.
Większość bozonów to cząstki złożone (tego typu cząstki są istotne w stanie nadciekłości i innych zjawiskach zachodzących w kondensacie Bosego-Einsteina), jednak model standardowy wyróżnia pięć rodzajów bozonów, które są cząstkami elementarnymi: fotony, będące nośnikami oddziaływań elektromagnetycznych; bozony W i Z, będące nośnikami oddziaływań słabych; gluony, będące nośnikami oddziaływań silnych, oraz bozon Higgsa (bozon skalarny).
Dodatkowym bozonem jest grawiton, hipotetyczna cząstka elementarna, niezawarta w modelu standardowym. Jeśli grawiton rzeczywiście istnieje, to jest on bozonem, i możliwe, że jest on bozonem cechowania.
Bozony złożone są istotne w stanie nadciekłości oraz innych zastosowaniach kondensatu Bosego-Einsteina.
Bozon Higgsa to cząstka elementarna w modelu standardowym. Obserwacje tej cząstki pozwalają naukowcom na eksplorację pola Higgsa – pola skalarnego istotnego w teorii cząstek elementarnych, które w porównaniu z pokrewnym polem elektromagnetycznym nie może zostać wygaszone, za to jego wartość praktycznie przez cały czas jest stała niezerowa. Obecność tego pola tłumaczy, dlaczego niektóre cząstki elementarne mają masę nawet wtedy, kiedy symetrie kontrolujące ich oddziaływania potrzebują te cząstki do bycia bezmasowymi; daje także odpowiedź na niektóre pytania, które przez wiele lat pozostawały niewyjaśnione np. tłumaczy, dlaczego oddziaływanie słabe ma dużo mniejszy zasięg niż siła elektrodynamiczna. Pole Higgsa może zostać wykryte przez jego wzbudzenia (in. cząstki Higgsa), jednak są one bardzo trudne do stworzenia i wykrycia.

##### Fotony
Foton to cząstka elementarna oraz kwant światła i innych form promieniowania elektromagnetycznego. Jest nośnikiem oddziaływań sił elektromagnetycznych. Oddziaływanie tych sił można łatwo zobaczyć w stanie mikroskopowym i makroskopowym, ponieważ fotony mają zerową masę spoczynkową; pozwala to na wykonywanie oddziaływań długodystansowych. Podobnie jak w przypadku wszystkich innych cząstek elementarnych, fotony są najlepiej wytłumaczone przez mechanikę kwantową; wykazują również dualizm korpuskularno-falowy (właściwości fal oraz cząstek), np. pojedynczy foton może być załamany przez soczewkę.
W modelu standardowym foton jest jednym ze czterech bozonów cechowania oddziaływań elektrosłabych; pozostałe trzy są oznaczone jako W+, W− i Z0 – są odpowiedzialne za oddziaływanie słabe. W przeciwieństwie do fotonów, bozony cechowania mają masę, w związku z polem Higgsa, które załamuje ich symetrię SU(2).
Era promieniowania (in. fotonów) rozpoczęła się, kiedy większość leptonów i antyleptonów została zniszczona w procesie anihilacji w końcowej fazie ery leptonowej, około 10 sekund po Wielkim Wybuchu. W procesie nukleosyntezy, dokonanym w pierwszych minutach ery promieniowania, powstały jądra atomowe. W pozostałej fazie ery promieniowania we Wszechświecie znajdowała się gorąca i gęsta plazma składająca się z jąder atomowych, elektronów i fotonów. Około 380 000 lat po Wielkim Wybuchu temperatura Wszechświata spadła do punktu, w którym jądra atomowe mogły się łączyć z elektronami, tworząc neutralne atomy. W rezultacie fotony nie mogły już wchodzić w interakcję z materią, Wszechświat stał się przejrzysty, a także powstało mikrofalowe promieniowanie tła.
W modelu standardowym fotony i inne elementarne cząstki są opisane jako nieodzowna konsekwencja praw fizycznych, mających pewną symetrię w każdym punkcie w czasoprzestrzeni. Nieodłączne właściwości cząstek, takie jak ładunek elektryczny, masa czy spin, są określone przez właściwości ich symetrii.

## Geometria
W fizyce współczesnej czas i przestrzeń są połączone w czterowymiarową czasoprzestrzeń Minkowskiego zwaną „czasoprzestrzenią”, dążącej do stworzenia przestrzeni fazowej (dynamicznego układu, w którym mogą znajdować się wszystkie możliwe stany), której przestrzeń metryczna odnosi się wymiaru czasowego inaczej niż do pozostałych trzech wymiarów.
Geometria czterowymiarowej przestrzeni jest bardziej złożona niż geometria przestrzeni trójwymiarowej w związku z dodatkowym stopniem swobody (czas, t). Zbiór punktów w przestrzeni euklidesowej mający tę samą odległość R od stałego punktu P0 tworzy hiperpowierzchnię znaną jako 3-sfera. Hiperobjętość zamkniętej przestrzeni może zostać obliczona za pomocą wzoru
{\displaystyle \mathbf {V} ={\tfrac {1}{2}}\pi ^{2}R^{4}.}
Jest to część metryki Friedmana-Lemaître’a-Robertsona-Walkera w ogólnej teorii względności, gdzie R jest zastępowana przez funkcję R(t), w której t oznacza kosmologiczny wiek Wszechświata. Rosnąca lub kurcząca się R(t) oznacza powiększający się lub zmniejszający Wszechświat w zależności od gęstości jego masy. Zatem po osobliwości przestrzeń zaczęła się powiększać.

## Historyczne modele Wszechświata
W historii ludzkości powstało wiele hipotez na temat tego, jak wygląda Wszechświat (kosmologiczne) i jak powstał (kosmogoniczne). Większość z nich oparta jest na opisywaniu aktów stworzenia dokonanych przez różne bóstwa. Pierwsze teorie bezosobowego Wszechświata, kierowanego przez prawa fizyki, zostały stworzone przez Greków i Hindusów. Z upływem czasu rozwój technik obserwacyjnych i teorii fizycznych pozwolił na stworzenie dokładniejszych modeli Wszechświata oraz weryfikowanie hipotez dotyczących jego wieku i wielkości. Współczesne modele opierają się głównie na ogólnej teorii względności Alberta Einsteina, która umożliwia ilościowe przewidywania dotyczące początków, kształtu i dalszej ewolucji Wszechświata jako całości. Teoria ta zapoczątkowała nową epokę kosmologii – na niej, oraz w szczególności na modelu Wielkiego Wybuchu, opierają się najnowocześniejsze przyjęte teorie kosmologiczne. Obecnie brak teorii opisujących własności ciemnej materii i ciemnej energii uniemożliwia stworzenie spójnego modelu weryfikowalnego eksperymentalnie.

### Modele filozoficzne
Najstarsze znane filozoficzne modele Wszechświata można znaleźć w Wedach, napisanych w 2 tysiącleciu p.n.e. Opisują one mitologię hinduską, w której Wszechświat stwarza Mahawisznu, następnie Brahma tworzy w nim Brahmandę – „kosmiczne Jajo”, które przechodzi poprzez cykle powstania, zniszczenia i odrodzenia, zwane Kalpami. Występuje tam też teoria pięciu żywiołów tworzących Wszechświat: Waju (powietrze), Ap (woda), Agni (ogień), Prythiwi (ziemia) i Akaśa (eter). W VI wieku p.n.e. indyjski filozof Kanada opracował teorię atomizmu i twierdził, że światło i ciepło są przejawami tej samej substancji. Koncepcja ta przeniknęła później do starożytnej Grecji i została rozwinięta przez Leucypa, Empedoklesa i Demokryta.
W Europie pierwsze znane modele Wszechświata pochodzą od filozofów przedsokratejskich. Zauważyli oni, że to, co widzimy, może być mylące, w szczególności że materia może zmieniać swoją formę (np. lód w wodę, woda w parę). Pojawiły się koncepcje mówiące, że wszystkie istniejące substancje są formami jednej, pierwotnej, arché: u Talesa była to woda, u Anaksymenesa powietrze, u Heraklita ogień, u Pitagorasa były to liczby, a u Anaksymandera chaotyczna substancja, którą nazwał apeironem.
W odróżnieniu do starożytnych filozofów, którzy uważali Wszechświat za istniejący wiecznie i niemający początku, filozofowie średniowieczni uznawali, że miał on swój początek. Było to zainspirowane podstawami religii abrahamowych: judaizmu, chrześcijaństwa i islamu – stworzeniem świata przez Boga. Opierając się na niemożliwości istnienia aktualnej nieskończoności, żydowski filozof Saadja ben Josef oraz arabscy filozofowie Al-Kindi i Al-Ghazali dowodzili, że Wszechświat istniejący bez początku jest logicznie niemożliwy. Argumenty te zostały później przejęte przez chrześcijańskich filozofów i teologów.
Począwszy od połowy XVII wieku powstają nowe koncepcje wszechświata. W 1686 Bernard Fontenelle publikuje Rozmowy o wielości światów, gdzie podważa możliwość poznania natury wszechświata przez człowieka, będącego jego częścią. Ten sceptycyzm doprowadził pod koniec XVIII wieku do wprowadzenia przez Immanuela Kanta koncepcji rzeczy samej w sobie, co rozwiązało pozorną sprzeczność pomiędzy obiektem poznania i podmiotem poznającym. Na początku XXI wieku filozoficzne interpretacje wszechświata są silnie związane z najnowszymi wynikami badań kosmologicznych.

### Modele astronomiczne
Astronomiczne modele Wszechświata powstały równocześnie z początkami astronomii w starożytnym Sumerze. Pierwsze modele zakładały, że świat składa się z płaskiej ziemi unoszącej się na oceanie. Model ten był uznawany potem przez wczesnych greckich filozofów, np. Anaksymandera i Hekatajosa. Późniejsi greccy filozofowie, obserwując ruch ciał niebieskich, budowali modele w większym stopniu oparte na faktach obserwacyjnych. Najstarszy znany taki model zaproponował Eudoksos z Knidos. W tym modelu przestrzeń i czas są nieskończone, Ziemia jest sferyczna i spoczywa w centrum Wszechświata, a pozostałą materię ograniczono do koncentrycznych sfer obracających się wokół niej. Model ten został rozwinięty przez Arystotelesa, a później bardzo uściślony przez Ptolemeusza. Odniósł on wielki sukces dzięki dużej precyzji przewidywań, możliwej z matematycznego powodu: dowolną funkcję (jak np. położenie planety) można przedstawić za pomocą sumy orbit (patrz szereg Fouriera).
Model geocentryczny nie był jedynym uznawanym przez Greków. Według relacji Archimedesa, model heliocentryczny jako pierwszy zaproponował Arystarch z Samos. W jego modelu gwiazdy były umieszczone na sferze ze Słońcem w środku. Nie zdobył on jednak szerokiego poparcia, między innymi z powodu pozornej sprzeczności z niezaobserwowaniem paralaksy gwiazd (w rzeczywistości powodowanej przez znacznie większą, niż wtedy zakładano, odległość do gwiazd). Jedynym znanym astronomem, który w tamtych czasach poparł model Arystarcha, był Seleukos z Seleucji.
W czasach średniowiecznych podobny model był proponowany w Indiach przez Aryabhatę, a w krajach arabskich przez Albumasara i Al-Sijziego.

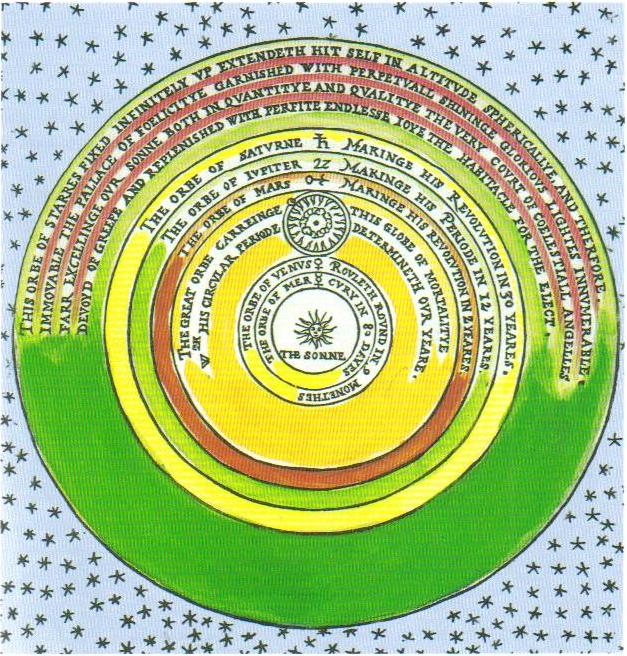
Kopernikański model Wszechświata w ilustracji Thomasa Diggesa z 1576 roku, rozszerzony o koncepcję mówiącą, że gwiazdy nie znajdują się na sferze, ale są równomiernie rozłożone w przestrzeni otaczającej planety.

Mikołaj Kopernik był pierwszym, który użył modelu heliocentrycznego do opracowania prostszego sposobu wyliczania położenia planet, co spowodowało stopniowe zaakceptowanie tego modelu w cywilizacji zachodniej. Model Kopernika zakładał, że Ziemia obraca się wokół własnej osi, co pozwoliło z czasem odejść od pojęcia sfer niebieskich. Thomas Digges wprowadził do tego modelu poprawkę, stwierdzając, że gwiazdy są rozmieszczone równomiernie w przestrzeni.
Giordano Bruno rozwinął dalej tę ideę przyjmując, że przestrzeń jest nieskończona i zawiera nieskończenie wiele gwiazd, wokół których krążą planety podobne do Ziemi.
Koncepcja ta została później zaakceptowana przez naukowców takich, jak Isaac Newton i Christiaan Huygens, choć prowadziła do kilku paradoksów. Po pierwsze zakładała, że gwiazdy o skończonej wielkości świecą przez nieskończony czas, co oznacza, że produkują nieskończenie wiele energii. Po drugie, jak zauważył Edmond Halley i niezależnie Jean-Philippe de Cheseaux, w nieskończonym Wszechświecie nocne niebo powinno świecić blaskiem równie jasnym jak powierzchnia Słońca (jest to dzisiaj znane jako paradoks Olbersa).
Po trzecie, jak zauważył Newton, nieskończona ilość materii w takiej przestrzeni przyciągałaby się grawitacyjnie z nieskończoną siłą, co powinno spowodować jej natychmiastowe zapadnięcie się. Paradoksy te zostały ostatecznie rozwiązane przez ogólną teorię względności Alberta Einsteina oraz uznanie rozszerzania się Wszechświata. Wszystkie współczesne modele Wszechświata buduje się w oparciu o tę teorię.

## Współczesne modele Wszechświata

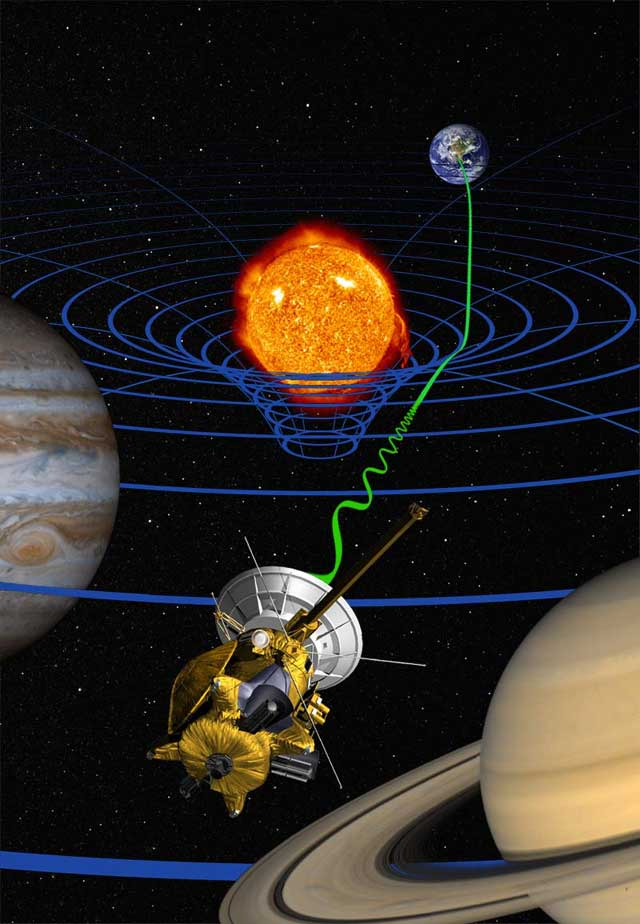
Artystyczna wizja testowania ogólnej teorii względności za pomocą sondy Cassini. Sygnały radiowe przesyłane między Ziemią a sondą są opóźniane przez zakrzywienie czasoprzestrzeni wywoływane przez Słońce.

Spośród czterech oddziaływań podstawowych, grawitacja jest uznawana za jedyną, która odgrywa istotną rolę na odległościach astronomicznych. Ponieważ każda masa przyciąga grawitacyjnie inne masy, oddziaływanie to kumuluje się dla dużych obiektów. W oddziaływaniu elektromagnetycznym taki efekt nie następuje, gdyż różnoimienne ładunki łatwo łączą się w neutralnie elektrycznie obiekty i z tego powodu duże obiekty nigdy nie mają istotnego sumarycznego ładunku. Pozostałe dwa oddziaływania, silne i słabe, mają tak mały zasięg, że odgrywają istotną rolę wyłącznie na odległościach subatomowych.

### Szczególna teoria względności
Szczególna teoria względności to ogólnie przyjęta teoria fizyczna odnosząca się do stosunków między czasem a przestrzenią. Opiera się na postulatach, że:
- prawa fizyki są niezmienne (tzn. identyczne) we wszystkich układach inercjalnych,
- prędkość światła w próżni jest taka sama dla wszystkich obserwatorów, niezależnie od ruchu źródła światła.

Teoria ta została zaproponowana przez Alberta Einsteina w 1905 roku w pracy naukowej O elektrodynamice ciał w ruchu. Niezgodność mechaniki Newtona z równaniami Maxwella dotyczącymi oddziaływania elektromagnetycznego oraz niezdolność do odkrycia ruchu Ziemi przez eter doprowadziły do rozwoju szczególnej teorii względności, która koryguje mechanikę w celu radzenia sobie z sytuacjami dotyczącymi ruchów, których prędkość zbliża się do prędkości światła. Na dziś szczególna teoria względności jest najdokładniejszym modelem ruchu poruszającego się z każdą prędkością, mimo że mechanika Newtona jest wciąż używana (z powodu jej prostoty i dużej dokładności) jako przybliżenie małych prędkości względnych do prędkości światła.
Szczególna teoria względności daje szeroki zakres konsekwencji, które były sprawdzane doświadczalnie, m.in. skrócenie Lorentza, dylatacja czasu, masa relatywistyczna, równoważność masy i energii i względność równoczesności. Teoria ta zastąpiła konwencjonalne pojęcie uniwersalnego czasu bezwzględnego pojęciem czasu, który jest zależny od układu odniesienia oraz pozycji przestrzennej.
Postulaty szczególnej teorii względności połączone z innymi prawami fizyki przewidują równoważność masy i energii wyrażone we wzorze równoważności masy i energii E=mc², gdzie c to prędkość światła w próżni.
Cechą charakterystyczną szczególnej teorii względności jest zastąpienie transformacji Galileusza transformacją Lorentza. Czas i przestrzeń nie mogą być określane osobno, ponieważ są wplecione w kontinuum znane jako czasoprzestrzeń. Zdarzenia, które następują w tym samym czasie dla jednego obserwatora, mogą nastąpić po raz kolejny dla innego obserwatora.

### Ogólna teoria względności
Ponieważ grawitacja odgrywa kluczową rolę w kształtowaniu Wszechświata, dokładne określenie jego przeszłości i przyszłości wymaga dokładnej teorii ją opisującej. Najlepszą obecnie znaną nam teorią grawitacji jest ogólna teoria względności. Do tej pory wszelkie przeprowadzone doświadczenia i obserwacje zgadzają się z jej przewidywaniami. Ponieważ jednak mamy bardzo niewielkie możliwości przeprowadzania eksperymentów na kosmologicznych odległościach, istnieje możliwość, że nie jest ona w takich warunkach poprawna. Dotychczas jednak nie istnieją żadne przesłanki do zastąpienia jej inną teorią.
Ogólna teoria względności to geometryczna teoria grawitacji opublikowana przez Alberta Einsteina w 1915 roku oraz obecny opis grawitacji w fizyce współczesnej. Jest podstawą dla obecnych modeli kosmologicznych konsekwentnie rozszerzającego się Wszechświata. Ogólna teoria względności generalizuje szczególną teorię względności oraz prawo powszechnego ciążenia, dostarczając ujednolicony opis grawitacji jako geometryczną właściwość czasu i przestrzeni, lub po prostu czasoprzestrzeni. Krzywizna czasoprzestrzeni jest bezpośrednio związana z energią oraz pędem bez względu na to, jakie są obecnie materia i promieniowanie. Ich stosunek jest sprecyzowany przez równanie Einsteina – zestaw równań różniczkowych cząstkowych.
Ogólna teoria względności udostępnia zestaw nieliniowych równań różniczkowych cząstkowych dla tensora metrycznego czasoprzestrzeni (są to właśnie równania Einsteina). Parametrami tych równań jest rozłożenie masy i energii oraz pędu we Wszechświecie, a ich rozwiązaniem, kształt Wszechświata. Ponieważ nie możemy obserwacyjnie wyznaczyć tych wielkości dla odległych rejonów Wszechświata, modele kosmologiczne tworzy się w oparciu o zasadę kosmologiczną, mówiącą, że w dużych skalach Wszechświat jest jednorodny i izotropowy. Zakłada się zatem, że grawitacyjny efekt materii rozmieszczonej we Wszechświecie jest identyczny do wywoływanego przez pył o tej samej średniej gęstości, rozsiany równomiernie w przestrzeni. Założenie to pozwala łatwo rozwiązać równania Einsteina i przewidywać przeszłość i przyszłość Wszechświata w kosmologicznych skalach czasowych.
Niektóre przewidywania ogólnej teorii względności znacznie różnią się od przewidywań fizyki klasycznej, zwłaszcza tych dotyczących upływu czasu, geometrii przestrzeni, ruchu ciał w swobodnym spadku oraz rozchodzenia się światła. Przykładami takich różnic są grawitacyjna dylatacja czasu, soczewkowanie grawitacyjne, grawitacyjne przesunięcie ku czerwieni światła oraz opóźnienie Shapiro. Przewidywania ogólnej teorii względności do tej pory zostały potwierdzone przez wszystkie dotychczas wykonane obserwacje i doświadczenia. Mimo że teoria ta nie jest jedyną relatywistyczną teorią grawitacji, to jest ona najprostszą teorią spójną z obserwacjami i doświadczeniami. Niemniej jednak pozostają pozostawione bez odpowiedzi pytania, z których najbardziej podstawowym jest „w jaki sposób można uspójnić ogólną teorię względności z prawami fizyki kwantowej, aby można było stworzyć kompletną i spójną ze sobą teorię grawitację kwantową”.

#### Rozwiązywanie równań Einsteina
Równania Einsteina zawierają stałą kosmologiczną (Λ), określającą gęstość energii pustej przestrzeni. W zależności od znaku, stała kosmologiczna może albo spowalniać (gdy jest ujemna) lub przyspieszać (gdy jest dodatnia) rozszerzanie się Wszechświata. Mimo że wielu fizyków, z Einsteinem na czele, zakładało, że Λ ma wartość zerową, ostatnie obserwacje supernowych typu Ia sugerują, że ekspansja Wszechświata rzeczywiście przyspiesza. Istnieje obecnie kilka możliwych wytłumaczeń tego zjawiska, jednym z nich jest dodatnia wartość Λ.
Twierdzenie Pitagorasa w niekartezjańskich (innych niż kwadratowych) i krzywoliniowych układach współrzędnych używa tylko nieskończenie małych (infinitezymalnych) skal długości i musi zostać powiększone przez tensor metryczny gμν – tensor ten może różnić się w różnych miejscach oraz opisywać lokalną geometrię w danym układzie współrzędnych. Przyjmując jednak zasadę kosmologiczną, że Wszechświat jest wszędzie jednorodny i izotropowy, a każdy punkt w przestrzeni jest podobny do każdego innego punktu; dlatego tensor musi być taki sam w każdym miejscu. Z tego powodu powstała metryka Friedmana-Lemaître’a-Robertsona-Walkera, której wzór to
{\displaystyle ds^{2}=-c^{2}dt^{2}+R(t)^{2}\left({\frac {dr^{2}}{1-kr^{2}}}+r^{2}d\theta ^{2}+r^{2}\sin ^{2}\theta \,d\phi ^{2}\right),}
gdzie {\displaystyle (r,\theta ,\varphi )} odpowiadają sferycznemu układowi współrzędnych. Metryka ta ma tylko dwa nieznane parametry: całkowitą skalę długości R zmieniającą się w czasie oraz współczynnik krzywizny k, który może wynosić 0, 1 lub -1, co odpowiada płaskiej geometrii euklidesowej. Rozwiązanie dla historii Wszechświata w kosmologii otrzymuje się, obliczając R jako funkcję czasu, daną k oraz stałą kosmologiczną Λ, która jest parametrem w równaniu pola Einsteina. Równanie opisujące, jak R zmienia się w czasie, jest znane jako równanie Friedmana.
Rozwiązania dla R(t) zależą od tego, jaka jest otrzymana wartość k i Λ, jednak istnieje kilka ogólnych cech jakościowych wpływających na niektóre rozwiązania tej funkcji. Pierwsza i najważniejsza do zaznaczenia – skala długości R Wszechświata może pozostać stała tylko pod warunkiem, że Wszechświat jest doskonale izotropowy, a wartość jego krzywizny jest dodatnia (k=1) i wszędzie ma jedną precyzyjną wartość gęstości, na co po raz pierwszy zwrócił uwagę Albert Einstein. Niemniej jednak równowaga ta jest zmienna, i ponieważ Wszechświat w mniejszych skalach jest niejednorodny, R musi zmieniać się, o czym mówi ogólna teoria względności. Kiedy R zmienia się, wspólnie z nią zmieniają się odległości przestrzenne we Wszechświecie; zalicza się tu również całkowita ekspansja/kurczenie samej przestrzeni. Wyjaśnia to uwagę mówiącą, że galaktyki wyglądają, jakby poruszały się osobno – w rzeczywistości przestrzeń między nimi rozciąga się. Rozciąganie się przestrzeni wyjaśnia również paradoks, dlaczego dwie galaktyki mogą znajdować się w odległości 40 miliardów lat świetlnych od siebie, mimo że obydwie miały swój początek 13,8 miliarda lat temu i nigdy nie poruszały się z prędkością wyższą od prędkości światła.
Druga – wszystkie otrzymane rozwiązania sugerują, że w przeszłości miała miejsce osobliwość, kiedy R była coraz bliższa zeru, a gęstość energii i materii stawała się nieskończenie gorąca. Może się wydawać, że wniosek ten jest niepewny, ponieważ opiera się na wątpliwych założeniach doskonałej jednorodności i izotropowości (zasada kosmologiczna), i że znaczące jest tylko oddziaływanie grawitacyjne. W rzeczywistości teoria osobliwości Penrose’a-Hawkinga pokazuje, że osobliwość powinna istnieć dla bardzo ogólnych form. Stąd, odwołując się do równań Einsteina, R dynamicznie rosła, począwszy od niewyobrażalnie gorącego i gęstego bytu, który zaczął istnieć zaraz po tej osobliwości (kiedy R miała niewielką, skończoną wartość); to jest istota modelu Wielkiego Wybuchu. Powszechnym błędnym przekonaniem jest, że model Wielkiego Wybuchu przewiduje, że energia i materia eksplodowały z pojedynczego punktu w czasie i przestrzeni. De facto, przestrzeń powstała sama z siebie w trakcie Wielkiego Wybuchu; przepojona stałą ilością rozprowadzonej jednakowo energii i materii. Kiedy przestrzeń rozciąga się (tzn. kiedy zwiększa się funkcja R(t)), gęstość jej energii i materii zmniejsza się.
Trzecia – współczynnik krzywizny k ustala znak średniej krzywizny przestrzennej czasoprzestrzeni uśrednionej względem skal długości wynoszących więcej niż milion lat świetlnych. Jeśli k=1, to krzywizna jest dodatnia, a Wszechświat ma skończoną objętość. Takie wszechświaty są często wyobrażane jako trójwymiarowe sfery S3 osadzone w czterowymiarowej przestrzeni. Natomiast jeśli k wynosi 0 lub jest ujemny, to Wszechświat może mieć nieskończoną objętość, w zależności od jego ogólnej topologii. Może się wydawać sprzeczne z intuicją, że nieskończony i nieskończenie gęsty Wszechświat powstał w jednej chwili w czasie Wielkiego Wybuchu, kiedy R=0, lecz zostało przewidziane matematycznie, że k nie jest równe 1. Dla porównania, nieskończona płaszczyzna ma zerową krzywiznę, natomiast nieskończoną powierzchnię, podczas gdy nieskończony walec jest skończony po jednej stronie, a torus po obu stronach. Toroidalny Wszechświat może zachowywać się jak normalny Wszechświat z periodycznymi warunkami brzegowymi, podobnie jak w grach wideo typu „wraparound” (pol. owijający, przewijany), np. w grze Asteroids.
Ostateczny los Wszechświata wciąż pozostaje nieznany, ponieważ zależy on od wartości współczynnika k oraz stałej kosmologicznej Λ. Jeśli Wszechświat jest wystarczająco gęsty, to że k równa się 1, co oznacza, że jego średnia krzywizna jest dodatnia, a Wszechświat w końcu skurczy się do stanu znanego jako Wielki Kolaps, po czym powstanie nowy Wszechświat w trakcie Wielkiego Odbicia. Z kolei jeśli Wszechświat jest niewystarczająco gęsty, wtedy k równa się 0 lub -1, co oznacza, że Wszechświat będzie rozszerzał się w nieskończoność, wystygając i stając się nieprzyjaznym dla życia, kiedy umrą wszystkie gwiazdy, a cała materia połączy się i uformuje czarne dziury (Wielki Chłód). Jak podano wyżej, świeże dane sugerują, że prędkość ekspansji Wszechświata nie zmniejsza się, jak przypuszczano w przeszłości, lecz zwiększa się; jeśli stan ten będzie trwał nieprzerwanie, Wszechświat ostatecznie rozedrze się na strzępy (Wielkie Rozdarcie). Pod względem obserwacyjnym Wszechświat wygląda na mający całkowitą gęstość bliską wartości krytycznej, wahającą się między skurczeniem się a eksplozją; do rozwiązania tego pytania należy wykonać bardziej staranne badania astronomiczne.

### Wielki Wybuch

Główne reakcje jądrowe odpowiedzialne za względną częstość występowania lekkich jąder atomowych obserwowanych w całym Wszechświecie

Według uznawanego modelu ewolucji Wszechświata znanego jako Wielki Wybuch, Wszechświat znajdował się w skrajnie gorącym i gęstym stanie, po czym zaczął się rozszerzać. Model ten opiera się na ogólnej teorii względności i upraszczających założeniach, takich jak jednolitość i izotropowość przestrzeni. Wersja modelu ze stałą kosmologiczną (Lambda) i zimną ciemną materią, zwana modelem Lambda-CDM, jest najprostszym modelem, jaki zapewnia stosunkowo dużą liczbę różnych uwag na temat Wszechświata. Model Wielkiego Wybuchu jest zgodny z takimi zjawiskami jak odległość korelacji i przesunięcie ku czerwieni galaktyk.
Według ogólnej teorii względności przestrzeń może powiększać się szybciej niż prędkość światła, w związku z czym, ze względu na ograniczenia nałożone przez prędkość światła, możemy zobaczyć tylko niewielką część Wszechświata. Ponieważ nie możemy obserwować przestrzeni Wszechświata poza granicami światła (lub promieniowania elektromagnetycznego), nie jest pewne, czy jego wielkość jest skończona czy nieskończona.
Ogólna teoria względności pozwala na stworzenie wielu możliwych modeli Wszechświata. Einstein stworzył pierwszy taki model (statyczny) zakładający, że Wszechświat nie zmienia się w czasie. Obserwacje oddalania się odległych galaktyk wykazały jednak, że Wszechświat podlega ekspansji, co obaliło ten model. W kolejnych latach powstały dwa modele uwzględniające tę ekspansję: model Wielkiego Wybuchu, w którym Wszechświat rozpoczął swoją historię od jednego punktu, oraz teoria stanu stacjonarnego zgodnie z którą ekspansja Wszechświata nie miała początku, a materia powstaje w nim w stałym tempie. Zaobserwowanie mikrofalowego promieniowania tła obaliło teorię stanu stacjonarnego i obecnie za obowiązujący uważa się model Wielkiego Wybuchu. Pozwala on wytłumaczyć najistotniejsze dane obserwacyjne: korelację między odległością i przesunięciem ku czerwieni odległych galaktyk, jednakowy stosunek ilości wodoru do helu we wszystkich obszarach Wszechświata oraz izotropowość mikrofalowego promieniowania tła.
Pierwsza obserwacja jest wyjaśniana przez rozszerzanie się przestrzeni. Według ogólnej teorii względności, w miarę rozszerzania przestrzeni, długość fali każdego fotonu powoli się zwiększa, co zmniejsza jednocześnie jego energię. Tym samym im dłużej dany foton istnieje, tym bardziej jest przesunięty ku czerwieni. Stosunek ilości pierwiastków jest wyjaśniany przez model pierwotnej nukleosyntezy. W miarę rozszerzania się Wszechświata energia promieniowania maleje szybciej niż energia materii. Można z tego wnioskować, że choć obecnie większość energii ma postać materii, w przeszłości większość była w postaci promieniowania. Rozszerzanie powodowało spadek temperatury tego promieniowania, aż w którymś momencie cząstki elementarne mogły zacząć się łączyć w coraz większe struktury.
Model ten nie wyjaśnia dlaczego promieniowanie tła ma niemal identyczną temperaturę we wszystkich obszarach nieba, skoro dociera do nas z miejsc, które nigdy nie miały ze sobą styczności (patrz problem horyzontu). Postuluje się, że przyczyną jest inflacja kosmologiczna, która nastąpiła w ciągu pierwszych 10−35 s istnienia Wszechświata i powiększyła jego objętość co najmniej 1026 razy. Współcześnie nie jest jednak znany proces fizyczny, który mógłby takie zjawisko wywołać.

## Wieloświat
Obserwacje Wszechświata nie mogą wykluczyć, że to, co obserwujemy, jest jedynie jednym z wielu rozłącznych Wszechświatów, wspólnie tworzących wieloświat. Wtedy słowo „Wszechświat” nie będzie oznaczać wszystkiego, co istnieje, a jedynie wszystko, co jesteśmy w stanie zaobserwować. Z tej definicji wynika, że nie istnieje sposób na jakiekolwiek oddziaływanie z innym Wszechświatem. Gdyby taka możliwość istniała, ten inny Wszechświat stanowiłby faktycznie część naszego. Dlatego choć w fantastyce naukowej spotyka się podróże między równoległymi Wszechświatami, formalnie nie powinno się w takiej sytuacji używać słowa „Wszechświat”. Pojęcie równoległego Wszechświata zakłada, że jest on fizyczny w tym sensie, że ma swoją własną czasoprzestrzeń, swoją materię i energię oraz własny zbiór praw fizyki. Dlatego taką koncepcję należy odróżnić od metafizycznego pojęcia innych poziomów egzystencji, które nie są uważane za fizyczne.
Współczesna nauka podaje przynajmniej dwie możliwości, w jakich może powstać wiele Wszechświatów. Pierwsza to rozłączenie czasoprzestrzeni, powodujące, że żadna postać materii ani energii nie może przedostać się z jednego obszaru do drugiego. Przykładowo niektóre teorie łączące inflację kosmologiczną z teorią strun dopuszczają takie zjawiska. Druga możliwość wynika z wieloświatowej interpretacji mechaniki kwantowej. W tej interpretacji każdy kwantowy pomiar powoduje, że Wszechświat dzieli się na tyle wersji, ile jest możliwych wyników takiego pomiaru. Ten motyw jest często wykorzystywany w fantastyce naukowej. Obie te możliwości są jednak całkowicie spekulatywne i są uznawane raczej za nienaukowe. Fakt, że równoległe Wszechświaty nie mogą w żaden sposób wpływać na nasz, oznacza w szczególności, że nie da się ich istnienia przetestować eksperymentalnie, co oznacza, że teoria o ich istnieniu nie spełnia warunku weryfikowalności.

## Wszechświat w kulturze
Wiele kultur stworzyło własne mity dotyczące powstania Wszechświata. Większość tych mitów można zaliczyć do kilku kategorii. Pierwsza obejmuje mity, w których Wszechświat wykluwa się z jaja: motyw ten pojawia się w fińskim poemacie Kalevala, chińskiej historii o Pangu czy hinduskiej Brahmandapurana. Druga grupa to mity, w których Wszechświat jest samostwarzającym się bóstwem, jego fragmentem bądź emanacją, jak w buddyjskiej koncepcji Adi-buddy, starogreckiej historii Gai, azteckiej Coatlicue czy staroegipskim Atum. W kolejnej grupie mitów Wszechświat powstaje z ciała martwego bóstwa, np. Tiamat w mitologii sumeryjskiej czy Ymira w mitologii nordyckiej. Wedle innych mitów Wszechświat został powołany do istnienia przez akt kreacji, np. przez staroegipskiego boga Ptaha bądź biblijnego Jahwe. Ostatnia grupa to mity, w których istnienie Wszechświata nie wynika ze świadomego aktu woli, a jest jedynie konsekwencją fundamentalnych praw, jak w hinduskiej koncepcji brahmana czy yin i yang w taoizmie.
Jedną z najstarszych kultur, która nie tylko nazwała widzialne gwiazdy, ale także powiązała z nimi liczne mity i legendy w ramach tzw. czasu snu są australijscy Aborygeni.